# Mosquée Selimiye
La mosquée Selimiye (en turc : Selimiye Camii) est une mosquée située à Edirne, en Turquie. Elle a été commandée par le sultan Selim II, imaginée par l'architecte Sinan et construite entre 1568 et 1574. Elle est considérée comme son chef-d'œuvre, ainsi que l'un des chefs-d'œuvre de l'architecture islamique et ottomane. Elle est d'ailleurs inscrite au Patrimoine mondial en tant que bien culturel depuis 2011.

## Histoire

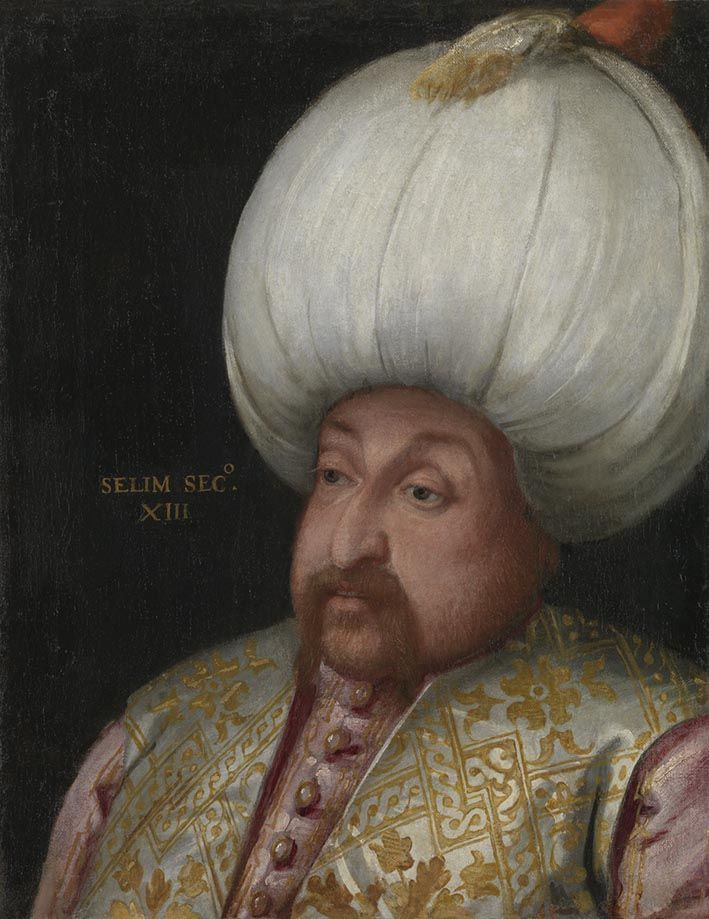
Portrait du sultan Selim II (règne 1566-1574), par Paul Véronèse. Collection de peintures de l'État de Bavière, Alte Pinakothek, Munich.

La mosquée Selimiye a été construite à l’apogée de la puissance militaire et culturelle ottomane. Le sultan Selim II, fils et successeur de Soliman le Magnifique, a choisi Edirne (Andrinople) au lieu de Constantinople (la capitale ottomane) comme lieu de construction de sa propre mosquée sultanique. Les raisons de cette décision font l’objet de débats parmi les historiens. Selim II semblait avoir une passion pour la ville, où il avait servi comme gouverneur entre 1548 et 1550, et il la visita fréquemment après être devenu sultan,. Edirne, ancienne capitale ottomane, était également l'une des villes les plus importantes de l'empire et une étape majeure sur la route impériale entre Constantinople et les provinces des Balkans,. D'autres motivations peuvent avoir été qu'il n'y avait plus de sites en hauteur à Constantinople disponibles pour la construction d'un complexe de mosquée impériale, du moins pas sans recourir à des expropriations massives,. Au moment de la commission de la mosquée, Selim II n'avait pas non plus commandé de campagne militaire victorieuse, ce que les érudits islamiques de l'époque considéraient comme une condition pour construire une mosquée sultanique à Constantinople.

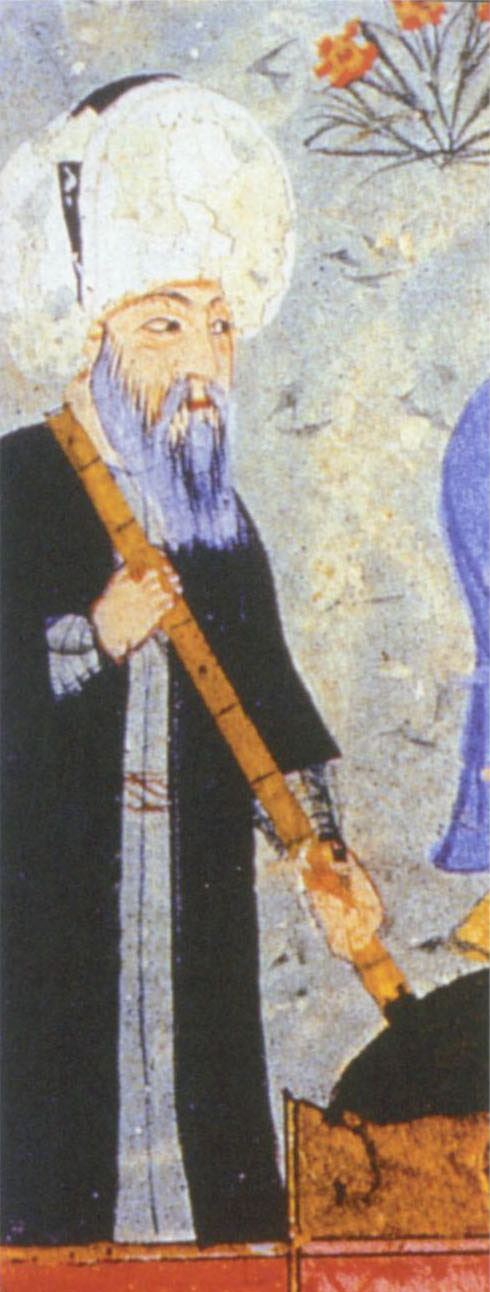
Détail d'une miniature montrant Mimar Sinan, 1579.

En mars 1568, Sélim II avait demandé à Sinan de rénover la vieille mosquée de la ville. Les plans d'une nouvelle mosquée impériale, située au sommet d'une colline au-dessus de la vieille mosquée, ont probablement été lancés à peu près à la même époque. La construction de la mosquée a commencé en 1568 ou 1569 (976 AH ) et s'est achevée en 1574 ou 1575 (982 AH),,. La construction de la mosquée et son waqf (dotation caritative) ont finalement été financés avec l'aide de la part de butin du sultan, lors de la conquête de Chypre, qui s'est achevée en 1571 avec la reddition de Famagouste. Selim II mourut en décembre 1574, avant de voir la mosquée entièrement achevée.
En 1584, Sinan entreprit les premières réparations sur la mosquée, après des dégâts mineurs causés par la foudre. Un tremblement de terre en 1752 a également causé des dégâts mineurs. En 1808, une partie de la décoration calligraphique de la mosquée a été restaurée et un toit a été ajouté au-dessus de la fontaine de la cour, qui a disparu depuis. Sous le règne d'Abdülmecid Ier (1839-1861), l'intérieur de la mosquée fut replâtré et sa décoration refaite, dans un style imitant partiellement l'ancienne ornementation.
En 1865, Baha'u'llah, fondateur de la foi bahá'íe, arriva avec sa famille à Edirne en tant que prisonnier de l'Empire ottoman et résida dans une maison près de la mosquée Selimiye, qu'il visita souvent jusqu'en 1868. Il se trouvait à la mosquée Selimiye quand il y eut un débat ouvert avec Mírzá Yaḥyá Núrí (également connu sous le titre de Ṣubḥ-i-Azal), événement important dans la scission de la foi babi, qui a finalement abouti à la formation de la foi bahá'íe guidée par Baha'u'llah et de la foi Azali Bábi guidée par Mírzá Yaḥyá.

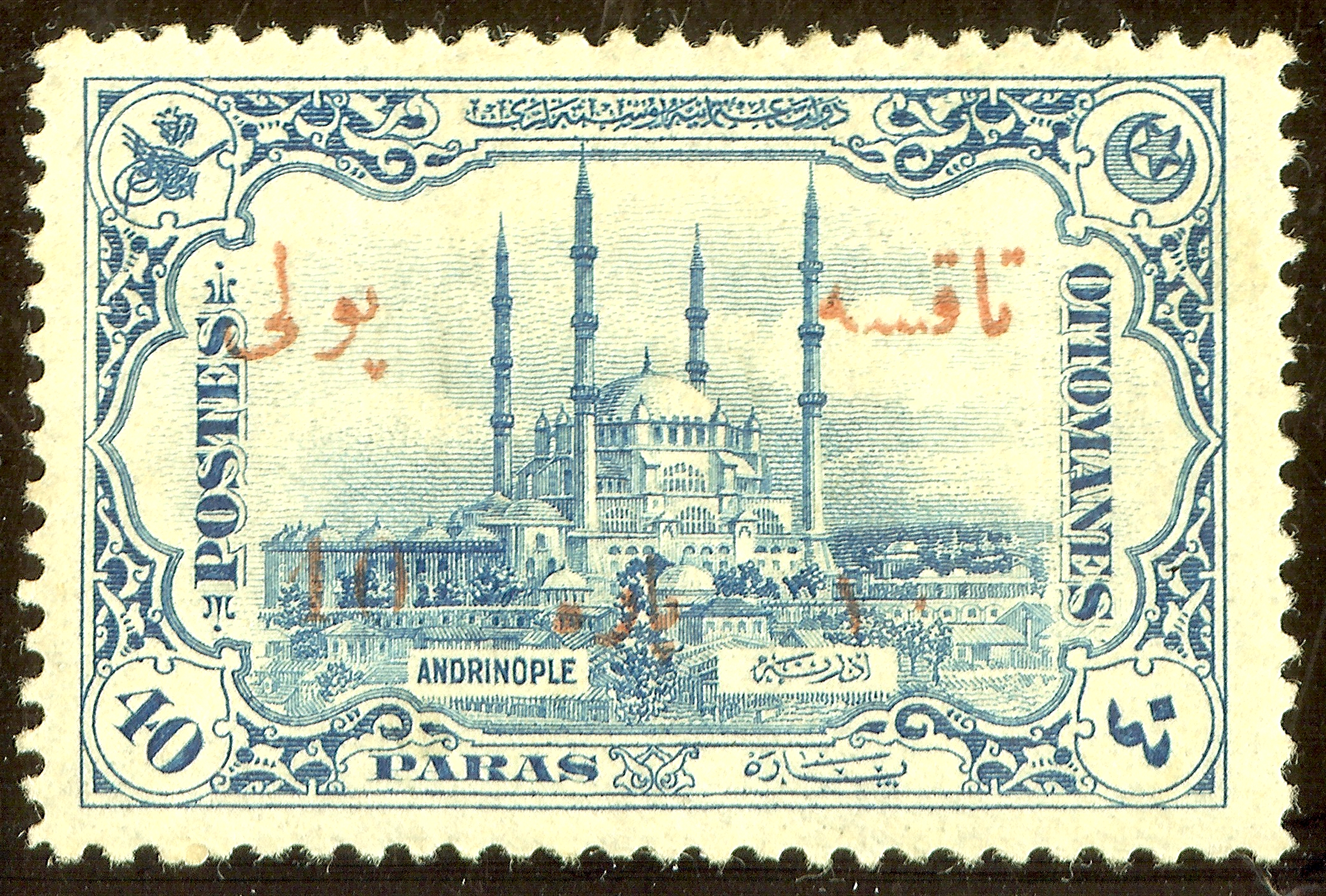
Timbre-poste de 40 paras. Postes ottomanes, 1913.

Pendant la guerre russo-turque de 1877-1878, certains carreaux décoratifs des murs de la loge du sultan furent pillés et transférés à Moscou,. Lors du siège de la ville en 1913, le dôme de la mosquée fut endommagé par des tirs d'artillerie. Sur ordre d'Atatürk, les traces des dégâts ont été laissées intactes, à titre de rappel aux générations futures. Peu de temps après, à la fin de la Seconde Guerre balkanique, certains des tapis les plus anciens de la mosquée furent volés par les troupes bulgares en retraite.
La mosquée a subi des restaurations entre 1954 et 1971, et certaines parties ont également été restaurées entre 1982 et 1984. La mosquée était représentée au revers des billets de banque turcs de 10 000 lires de 1982 à 1995. Fin 2021, un autre projet complet de restauration de la mosquée a commencé, dont l'achèvement est prévu d'ici 2025.

## Description

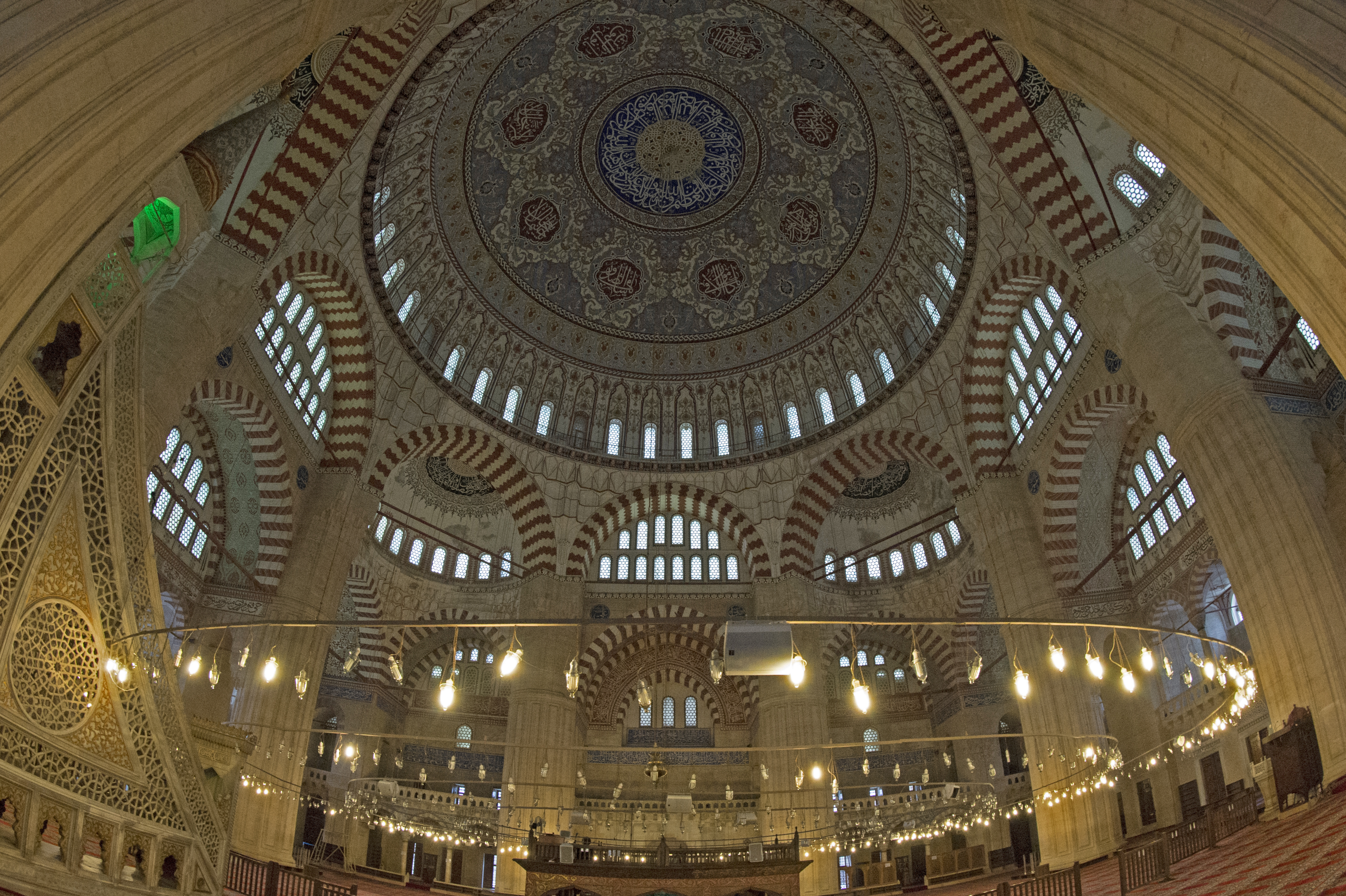
Octogone central avec les huit piliers et les demi-coupoles d'angle.

Cette grande mosquée est au centre d'un külliye (un complexe composé d'un hôpital, d'une école, d'une bibliothèque et/ou de bains) qui comprend une medersa (école islamique enseignant la religion et les sciences), une dar-ül hadis (une école de hadith), une salle de l'horloge et une arasta (une rangée de boutiques). Le centre héberge de nos jours le musée Bayezid II Külliye, un musée de l'histoire de la médecine. Pour cette mosquée, Sinan employa un système porteur octogonal qui est créé par huit colonnes inscrites dans un carré. Les quatre demi-dômes aux coins du carré derrière des arches qui naissent des piliers ont une section intermédiaire entre le large dôme et les murs. Le dôme principal au profil sphérique mesure 31,25m de diamètre et culmine à 43 mètres, égalant presque celle de Sainte-Sophie. L'absence de murs porteurs a permis le percement de centaines de fenêtres.
Alors que les mosquées traditionnelles sont limitées par espace intérieur segmenté, le tour de force de Sinan à Edirne fut de créer une structure qui permette le plus possible de rendre visible le mihrab de tout point à l'intérieur de la mosquée. Entourée des quatre plus hauts minarets du monde islamique, la mosquée de Selim II est surmontée d'un grand dôme. Autour de la mosquée se trouvent de nombreux bâtiments additionnels : bibliothèques, écoles, hospices, bains, salles de restauration pour les indigents, marchés, hôpitaux et un cimetière. Ces annexes sont alignées axialement et regroupées dans la mesure du possible. Devant la mosquée se déploie une cour rectangulaire de surface égale à celle de la mosquée.

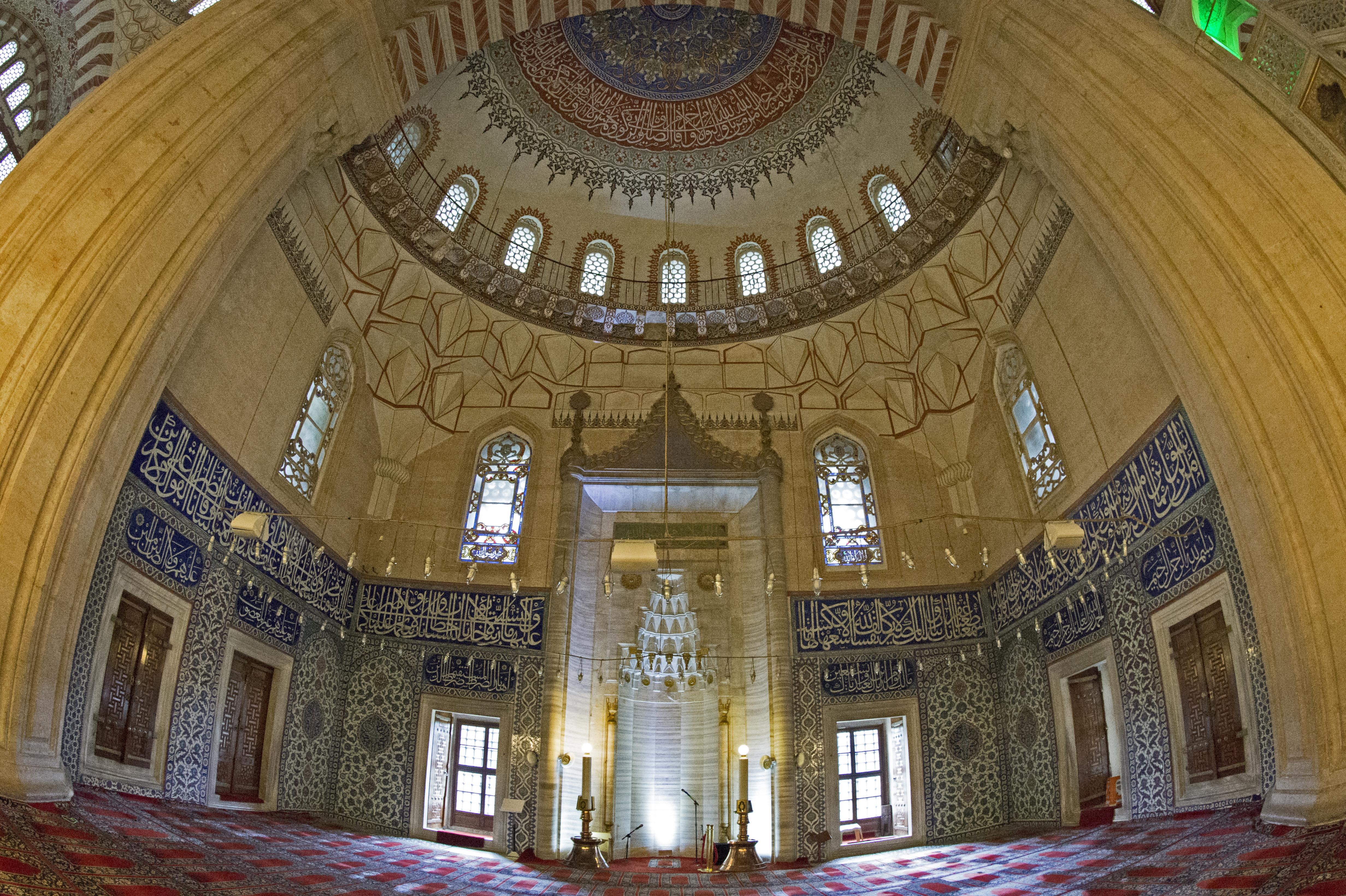
L'alcôve et l'éclairage du mihrab.

L'innovation cependant ne vient pas des dimensions de l'édifice, mais de l'organisation interne. Le mihrab est déplacé vers l'arrière dans une sorte d'abside en alcôve suffisamment profonde pour pouvoir l'éclairer par des fenêtres des trois côtés. Cela a pour effet de faire étinceler les mosaïques du mur le plus bas avec la lumière naturelle. Supporté par huit piliers massifs, l'octogone s'ouvre aux angles du carré sur quatre demi-coupoles. La beauté résultant de cette disposition géométrique imbriquée est le point culminant de la longue recherche de Sinan pour unifier l'espace intérieur.
Lors du siège d'Edirne par les Bulgares en 1913, le dôme de la mosquée fut frappé par l'artillerie ennemie. Grâce à l'extrême robustesse de la construction, la mosquée survécut à ces assauts avec des dommages mineurs. Sur l'ordre d'Atatürk, elle est restée en l'état depuis lors, à titre d'exemple pour les générations futures.

## Architecture

### La mosquée
La mosquée Selimiye est largement considérée comme le chef-d'œuvre de Sinan, et Sinan lui-même la considérait comme sa meilleure œuvre,. Le bâtiment principal se compose de deux parties égales : une cour rectangulaire et une salle de prière rectangulaire, chacune mesurant environ 60 × 44 m.

### La cour

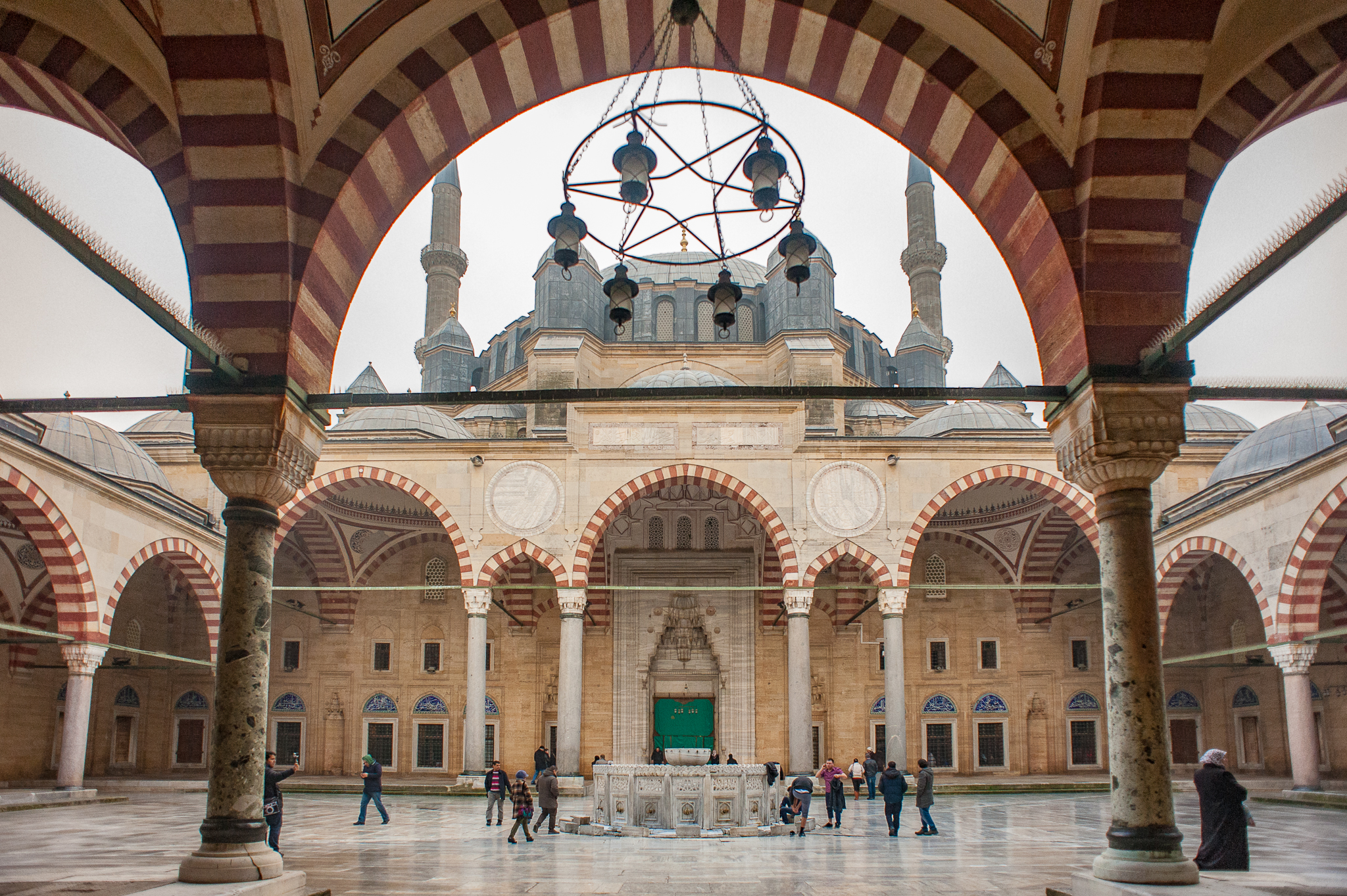
Cour de la mosquée.

La cour de la mosquée forme une approche spectaculaire qui contribue à encadrer la vue du dôme principal de l'extérieur. La porte extérieure centrale du côté nord-ouest de la cour est inhabituellement simple, car l'auvent à muqarnas habituel est remplacé par un simple arc rond,.
À l'intérieur, la cour est entourée de quatre portiques d'arcs et de coupoles. Le portique sud-est, qui précède immédiatement l'entrée de la salle de prière, est nettement plus haut que les trois autres portiques, afin de correspondre à la grande hauteur de la mosquée elle-même. Ce portique est composé de trois larges arcs avec deux très petits arcs intermédiaires, une configuration ressemblant vaguement à un arc de triomphe et très différente du portique monumental antérieur conçu par Sinan pour la mosquée Süleymaniye.
Les façades au-dessus de ces arcs sont décorées de deux cercles de marbre inscrits de citations du Coran. Les grandes fenêtres inférieures autour de la cour sont surmontées de lunettes décoratives, à l'exception des deux fenêtres de chaque côté du portail d'entrée, qui sont placées sous les niches des muqarnas. Les lunettes des fenêtres côté salle de prière sont remplies de carreaux d'Iznik peints avec des calligraphies,.

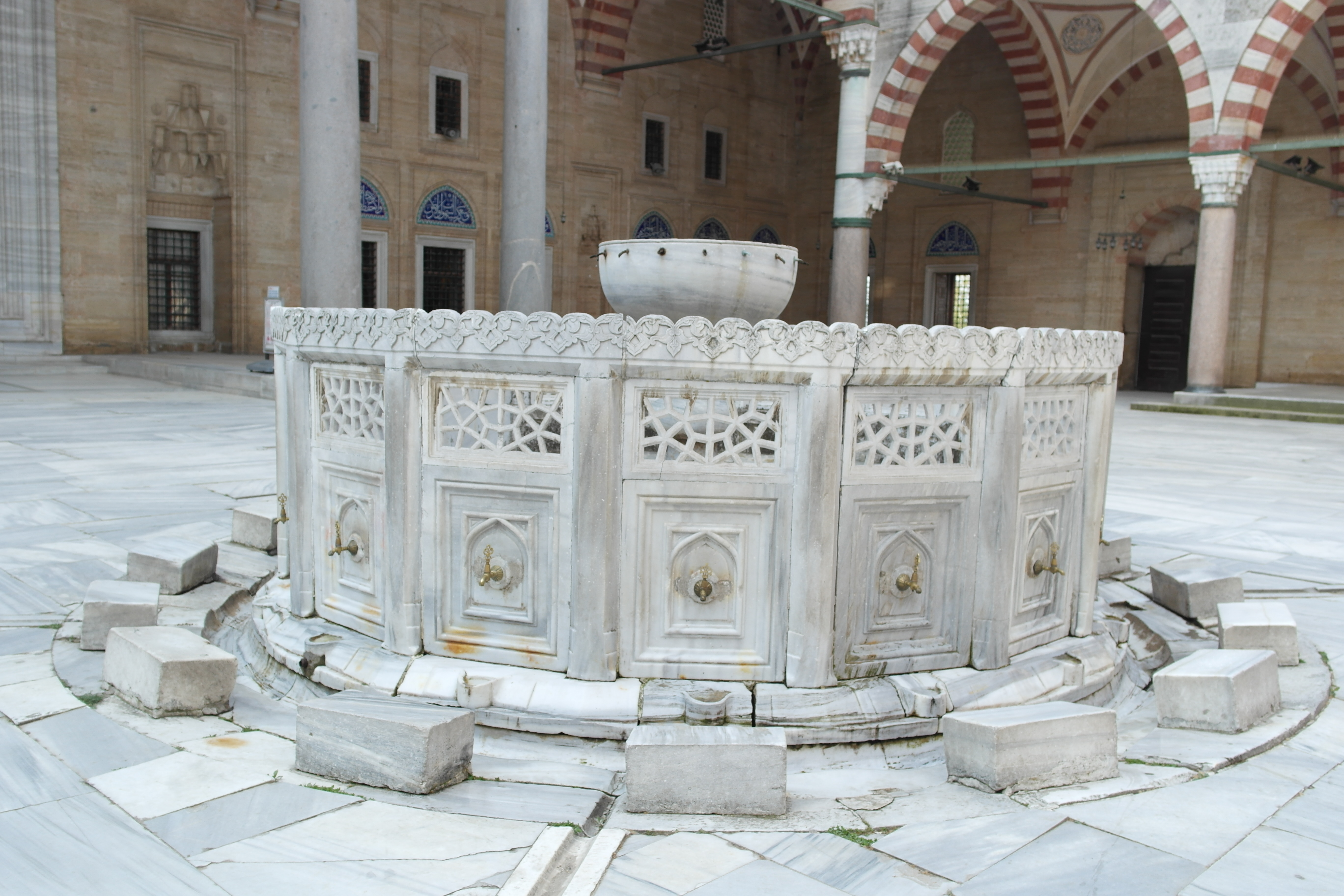
Le chadirvan, fontaine au milieu de la cour.

Le shadirvan en marbre ou fontaine d'ablutions, au centre de la cour, en pierre sculptée et percée, est l'un des plus beaux exemples de ce type de cette période, mais il lui manque le toit et le dais habituels. Doğan Kuban estime que cela indique qu'elle n'a jamais été achevée, tandis que Gülru Necipoğlu déclare que cela ne fait que souligner davantage la vue sur le dôme principal de la mosquée,.
Le portail d'entrée de la salle de prière de la mosquée est doté d'un auvent à muqarnas plus typique, tandis que le dôme recouvrant l'espace devant lui est fortement cannelé et décoré. On dit que les portes en bois de l'entrée ont été prises à l’Ulu Cami (Grande Mosquée) de Birgi,.

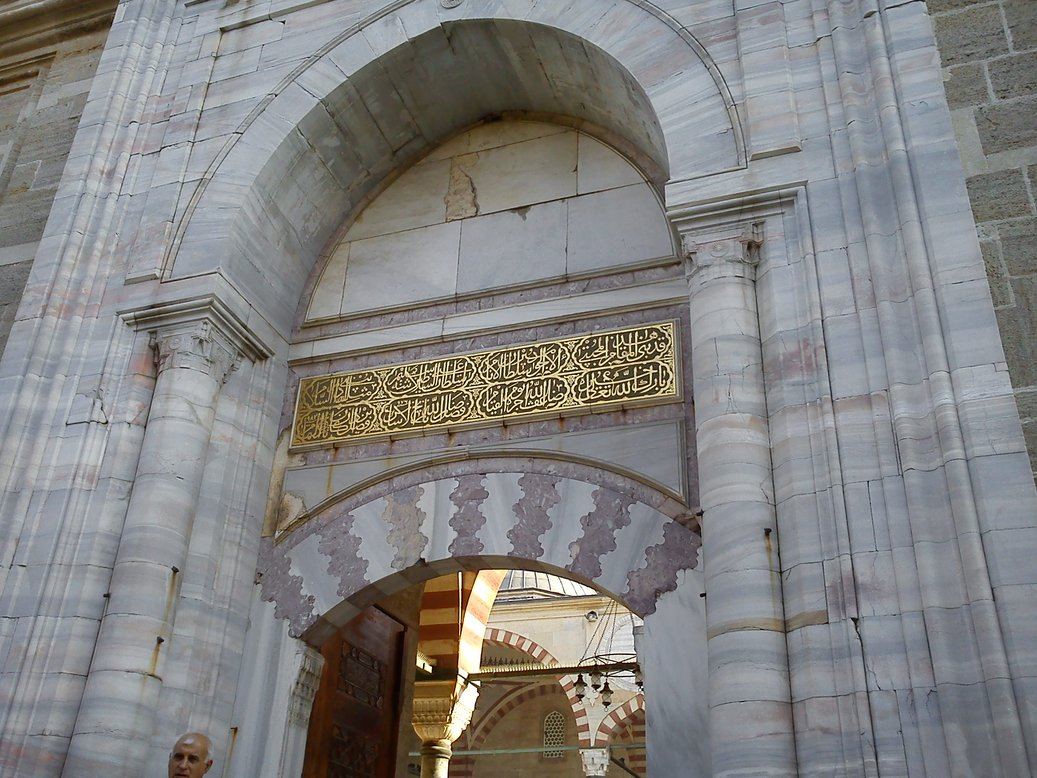
Portail d'entrée central (nord-ouest) de la cour.
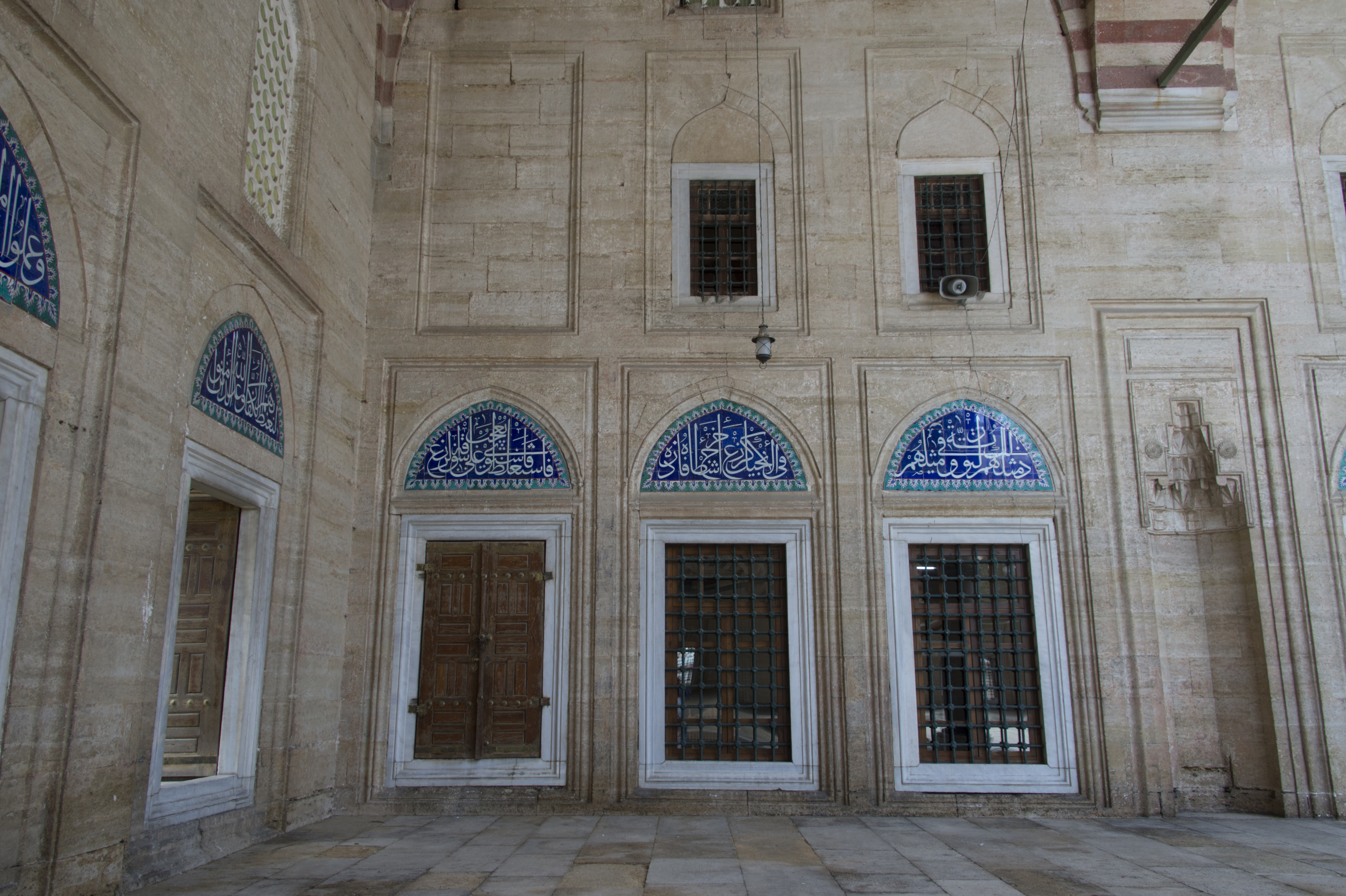
Fenêtres avec lunettes de tuiles d'Iznik autour de la cour.
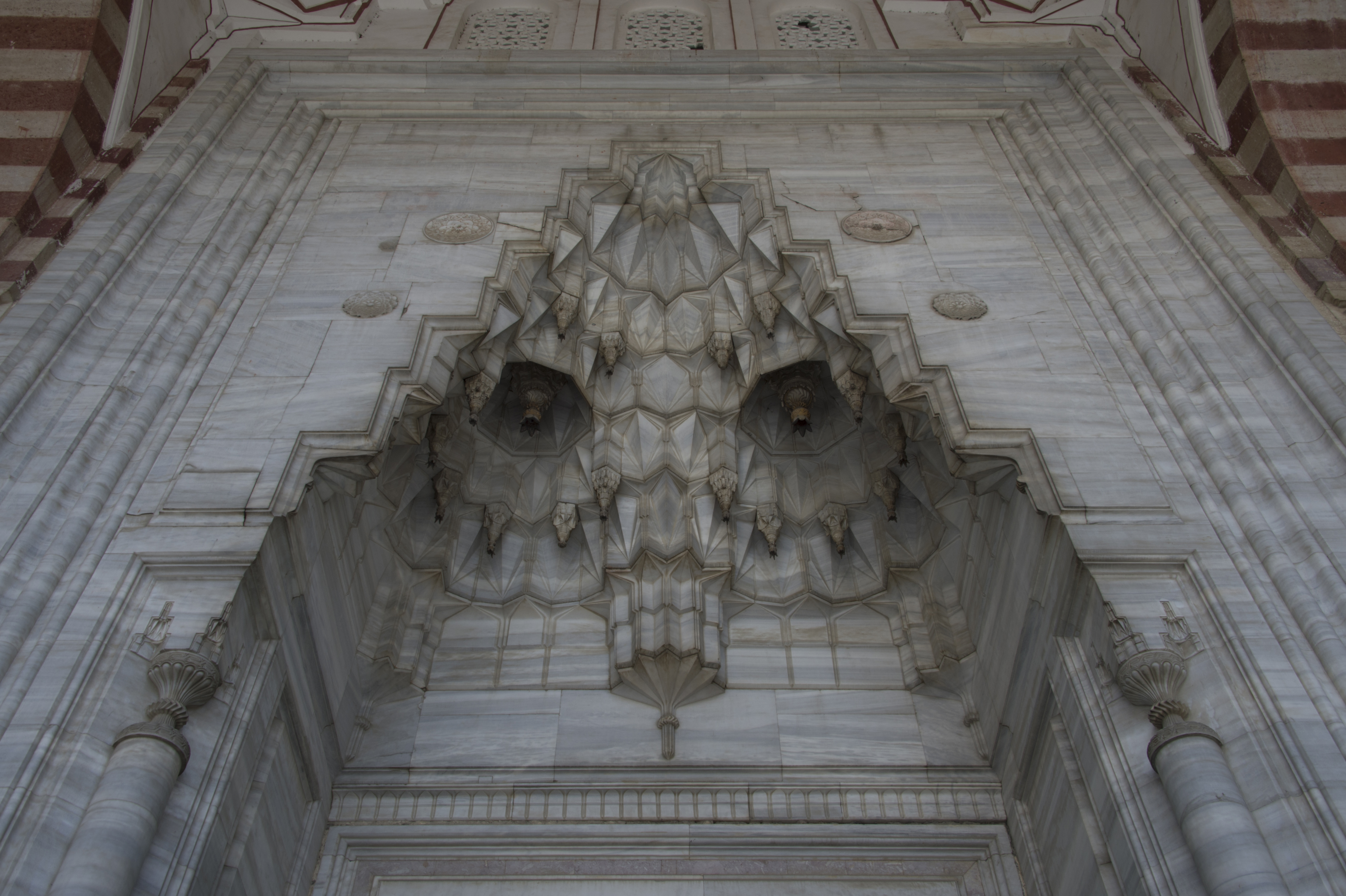
Muqarnas du portail d'entrée de la salle de prière.

### Salle de prière et dôme principal

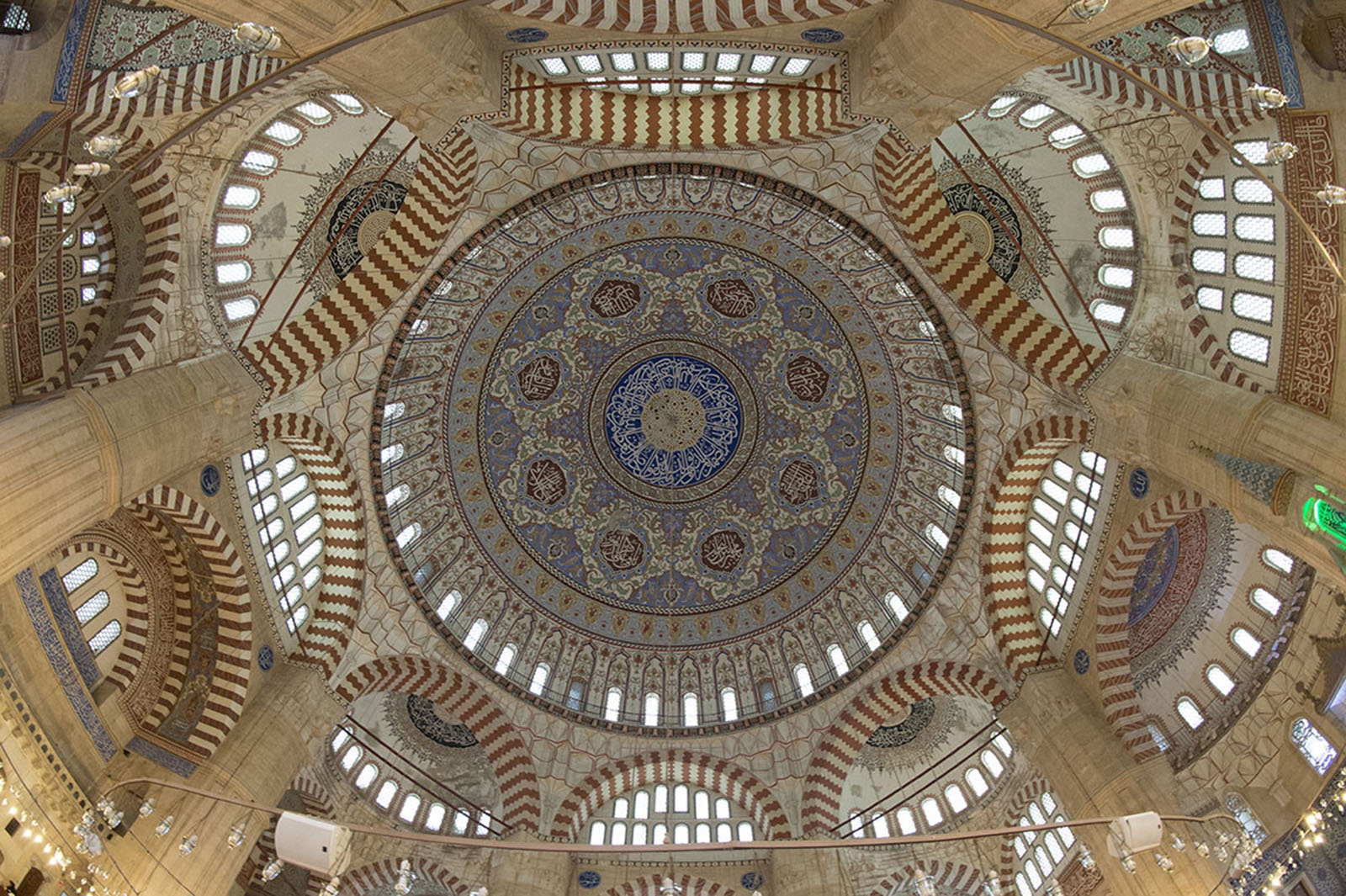
Vue générale du dôme principal et de ses structures porteuses.

La salle de prière se distingue par son dôme unique et massif, dont les éléments structurels ne gênent pas la vue sur l'ensemble de l'espace intérieur. Cette conception est le point culminant des expériences spatiales de Sinan, utilisant la conception du baldaquin octogonal qu'il avait expérimenté plus tôt. Dans cette conception, le dôme principal est soutenu par un système de huit piliers inscrits dans une enveloppe de murs, de forme rectangulaire. C'était en ce temps la méthode la plus efficace pour superposer le dôme circulaire à la salle rectangulaire,.

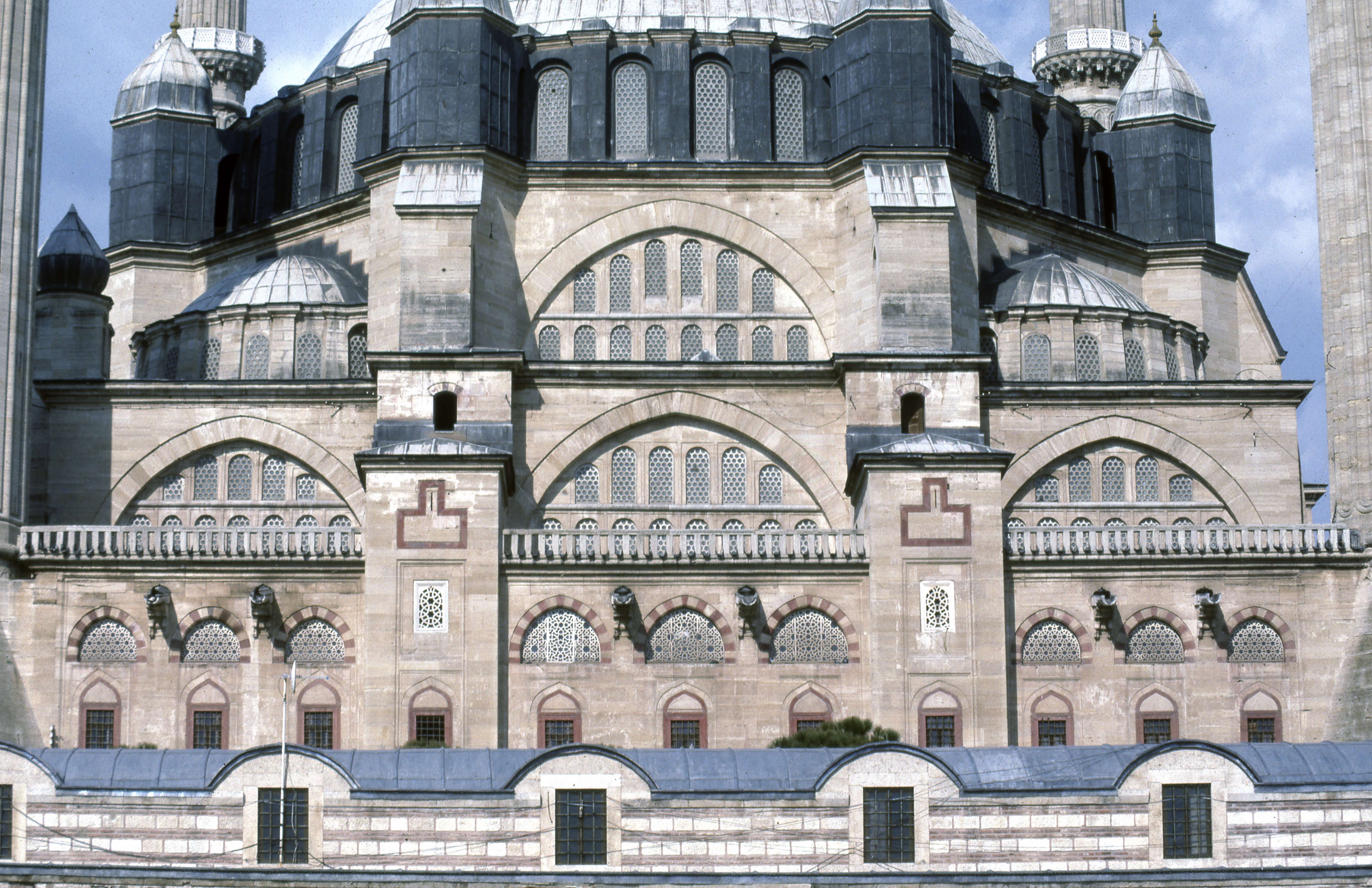
Murs supérieurs et contreforts soutenant la coupole.

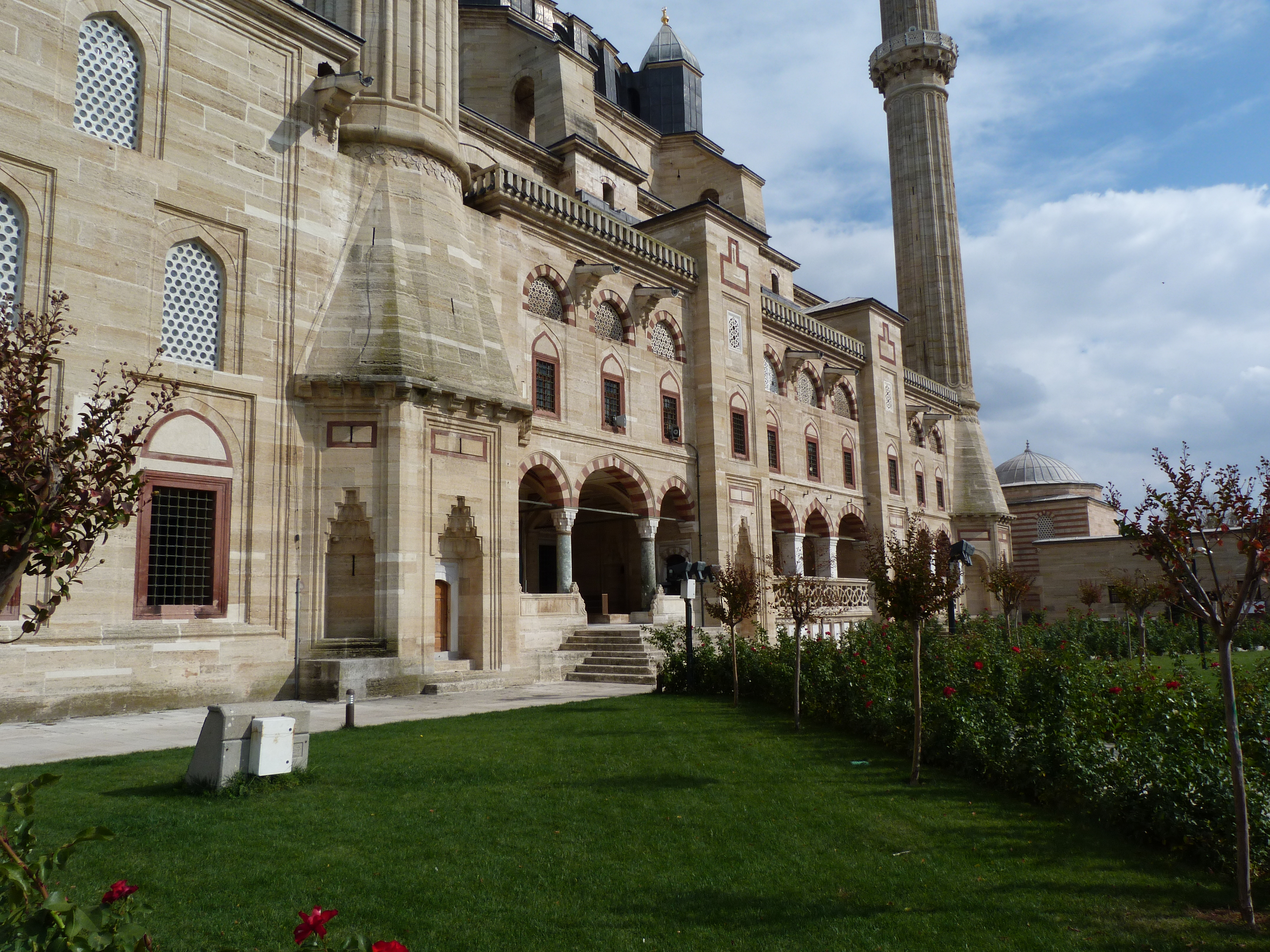
murs inférieurs et portiques.

L'ingéniosité de la conception de la mosquée réside dans l'organisation de son espace intérieur. Tous les éléments architecturaux sont subordonnés à l'immense dôme central,. Les huit piliers massifs sont en partie autoportants, mais étroitement intégrés aux murs extérieurs. Des contreforts supplémentaires sont dissimulés dans l'enveloppe extérieure de la mosquée, permettant de percer les murs de nombreuses fenêtres. Quatre demi-coupoles aux angles, entre les piliers principaux, constituent des sections intermédiaires entre les murs et la coupole principale. Sinan a également fait bon usage des espaces entre les piliers de soutien et les contreforts en les remplissant d'une galerie surélevée à l'intérieur de la salle de prière, assortie à l'extérieur de portiques cintrés.
Un autre objectif de Sinan était de dépasser la taille du dôme central de Sainte-Sophie. Les biographies de Sinan font l'éloge du dôme de la mosquée Selimiye pour sa taille et sa hauteur, qui est approximativement du même diamètre que le dôme principal de Sainte-Sophie et légèrement plus haut. La coupole a un diamètre de 31,28 m. Sa hauteur est d'environ 42 m, , .
Dans le Tezkiratü'l-Bünyan, la biographie écrite par Sa'i Mustafa Çelebi, Sinan aurait déclaré : « Dans cette mosquée, j'ai érigé un dôme six coudées plus haut et quatre coudées plus large que le dôme de Sainte-Sophie » .

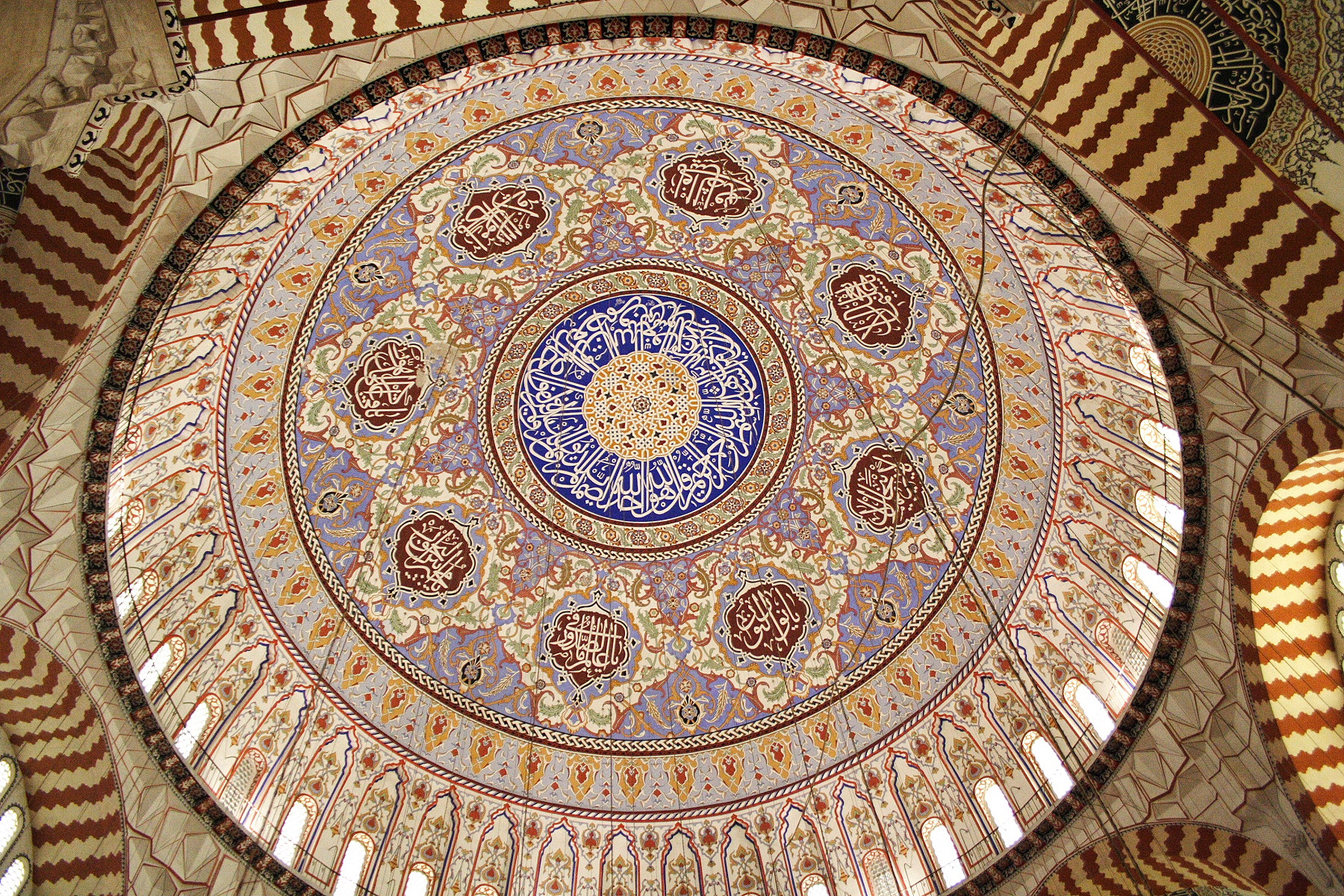
Vue intérieure du dôme central.
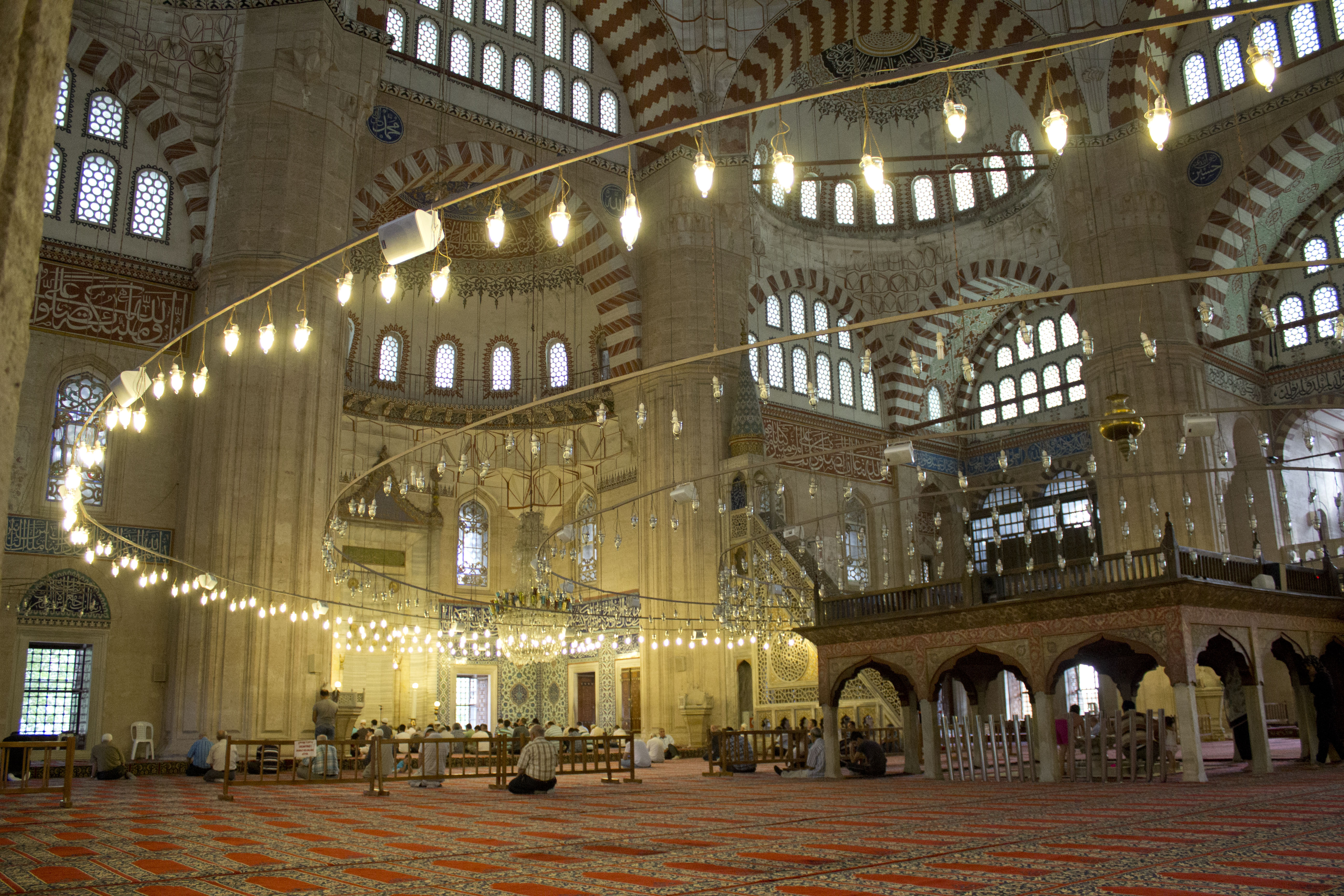
Vue générale de l'intérieur.
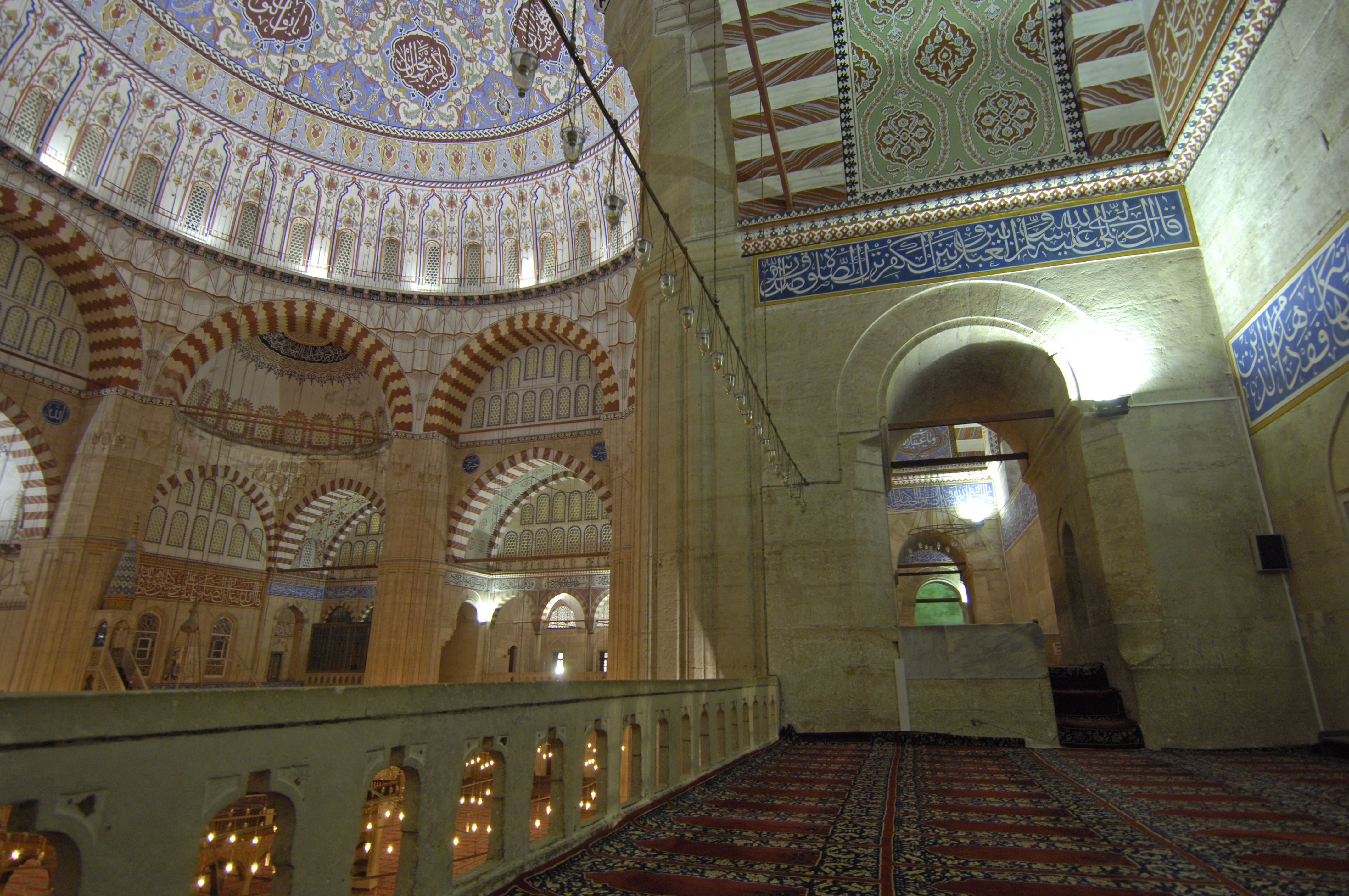
Galerie de l'étage supérieur.

### Mihrab

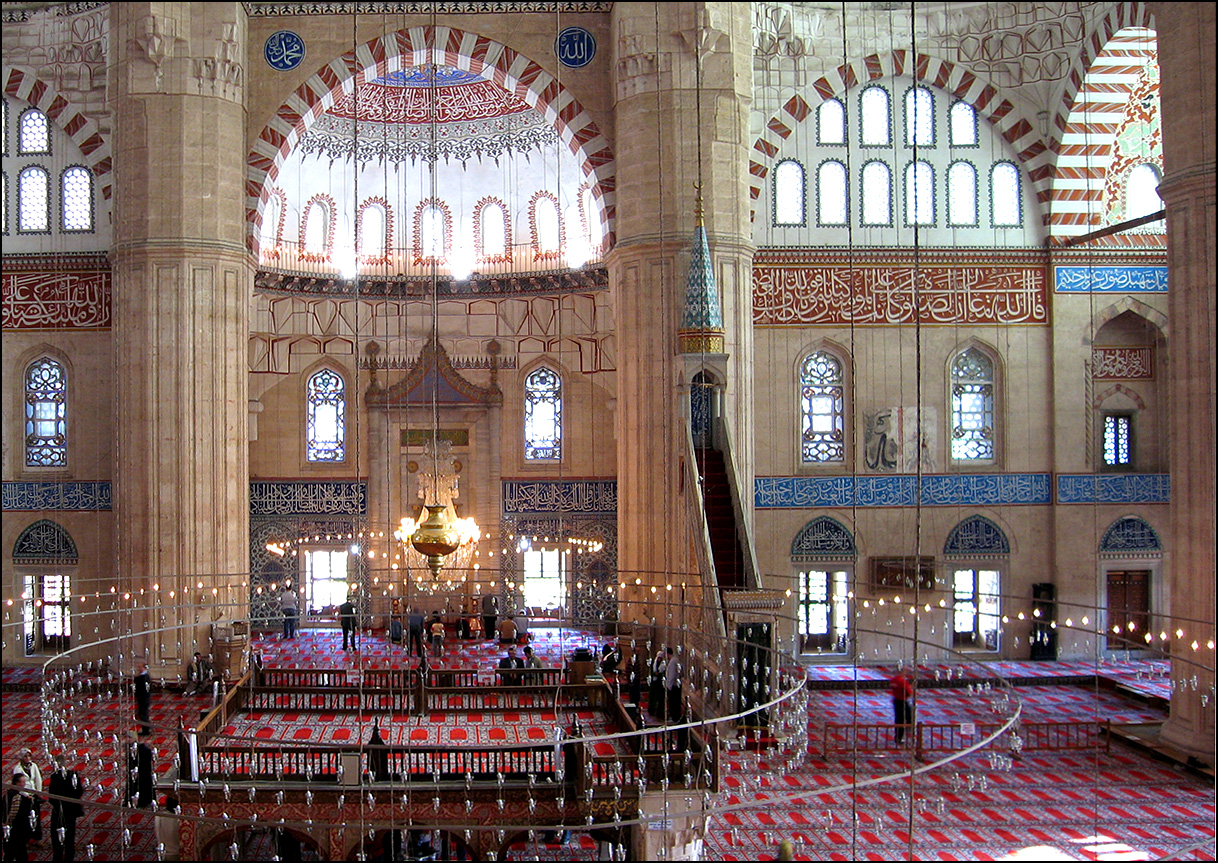
Le mihrab et le minbar.

Le mihrab est en retrait du reste de la salle de prière, se dressant dans une saillie en forme d'abside, avec suffisamment de profondeur pour permettre l'éclairage des fenêtres sur trois côtés. Cela a pour effet de faire scintiller de lumière naturelle les panneaux de carrelage des murs inférieurs.

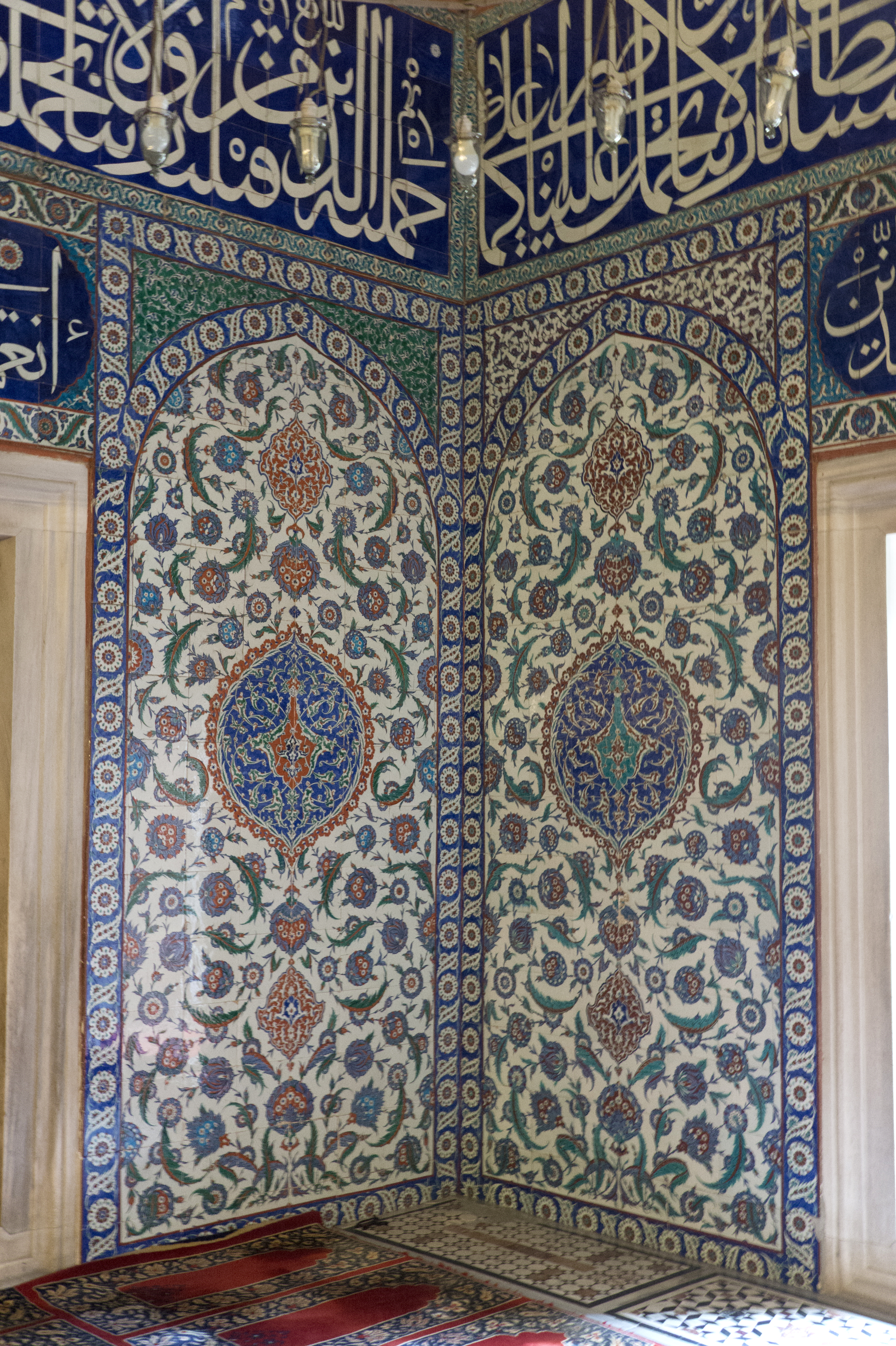
Carreaux d'Iznik du mihrab.

Les tuiles de chaque côté du mihrab sont d'excellents exemples de carrelage d'Iznik.
Le mihrab lui-même, fait de marbre, est un bon exemple de la sculpture ottomane de cette période, avec un capuchon de muqarnas et une bande d'inscription. La décoration du mihrab se termine au-dessus par un triangle incurvé placé entre deux alems (sorte de fleurons sur le mât d'un drapeau),.

### Mobilier religieux

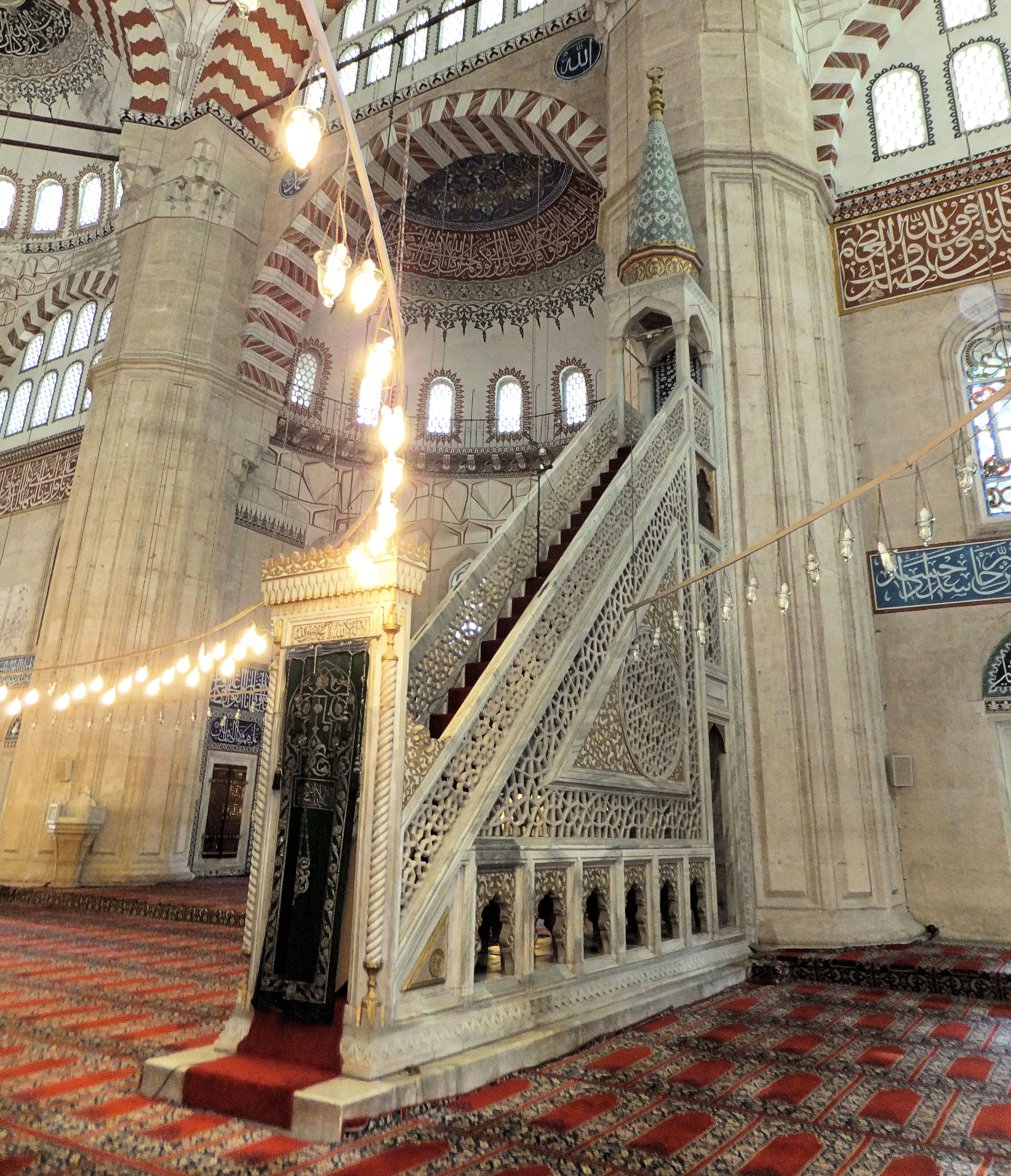
Le minbar.

Le minbar, situé à côté de la zone du mihrab, est l'un des plus beaux exemples de minbars en pierre qui étaient alors devenus courants dans l'architecture ottomane. Les surfaces de pierre sont décorées d'arcatures, de motifs géométriques ajourés et d'arabesques sculptées,,. Le balcon privé du sultan pour les prières, ou hünkâr mahfili, situé dans une position élevée dans le coin oriental de la mosquée, est également décoré d'excellents carreaux d'Iznik. Un müezzin mahfili (plate-forme pour le muezzin), se dresse au centre de la salle, directement sous le dôme principal. Cette disposition, qui cache la vue du mihrab depuis l'entrée de la mosquée, est inhabituelle dans l'architecture ottomane et n'a jamais été répétée par Sinan,. Elle peut avoir été choisie pour souligner la centralité du dôme situé au-dessus,. La plate-forme surélevée est faite de bois magnifiquement peint soutenu par douze arcs bas polylobés. Sous la plate-forme se trouve une fontaine de marbre pour les ablutions et le rafraîchissement,.

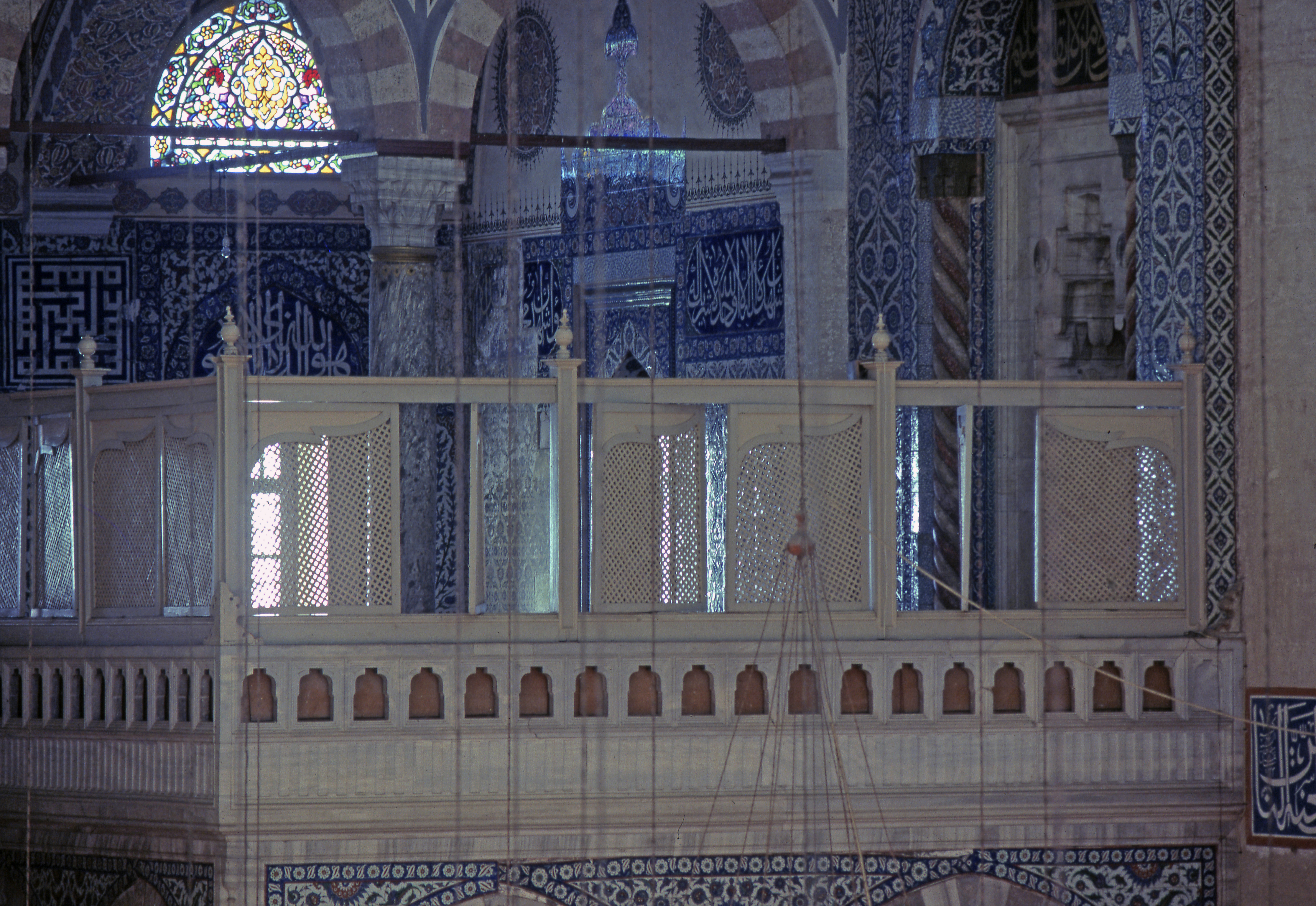
La loge du sultan (Hünkâr Mahfili).
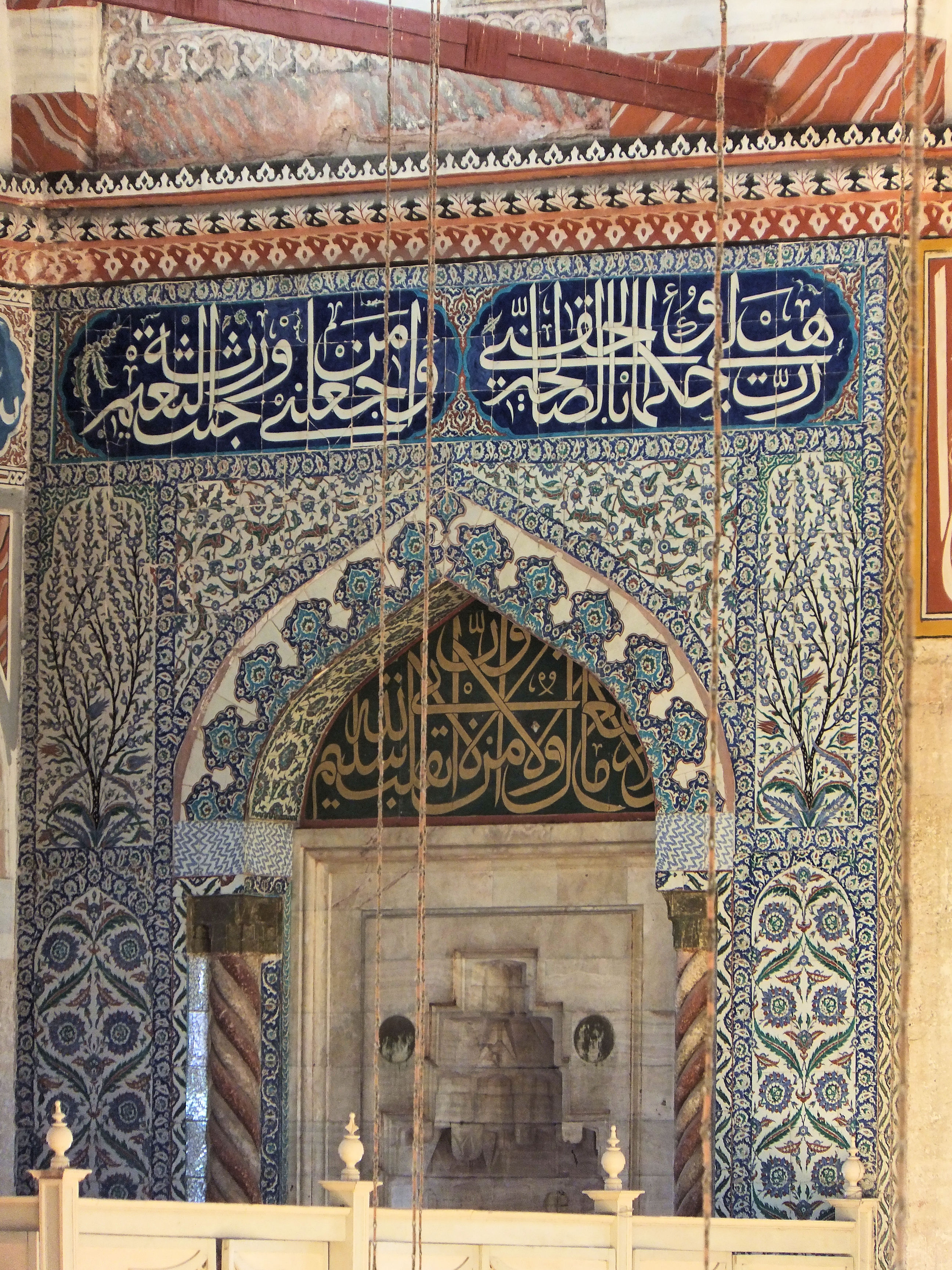
Décoration en carrelage d'Iznik autour du mihrab de la loge du sultan.
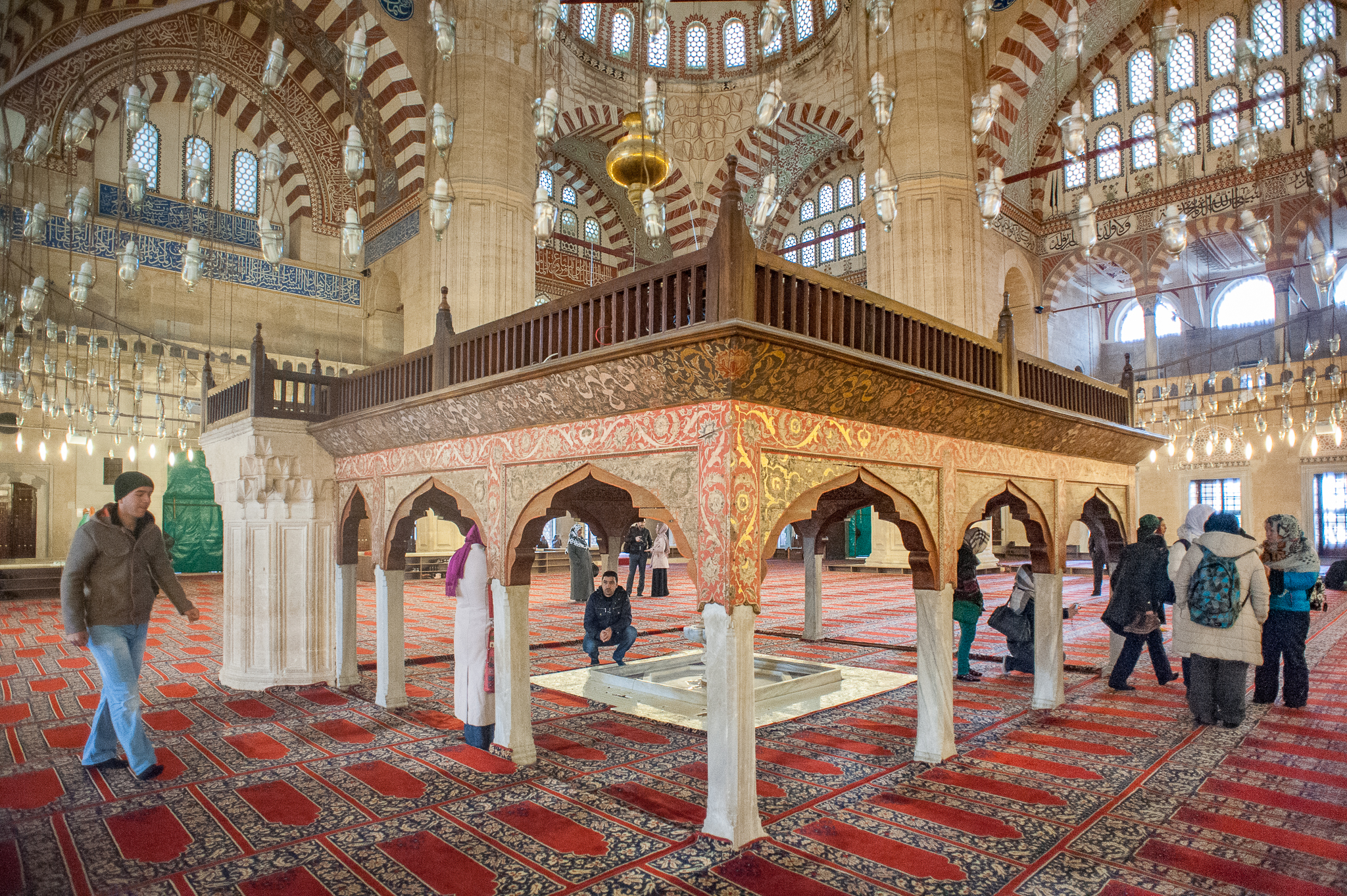
La plate-forme du muezzin (müezzin mahfili).

### Décoration

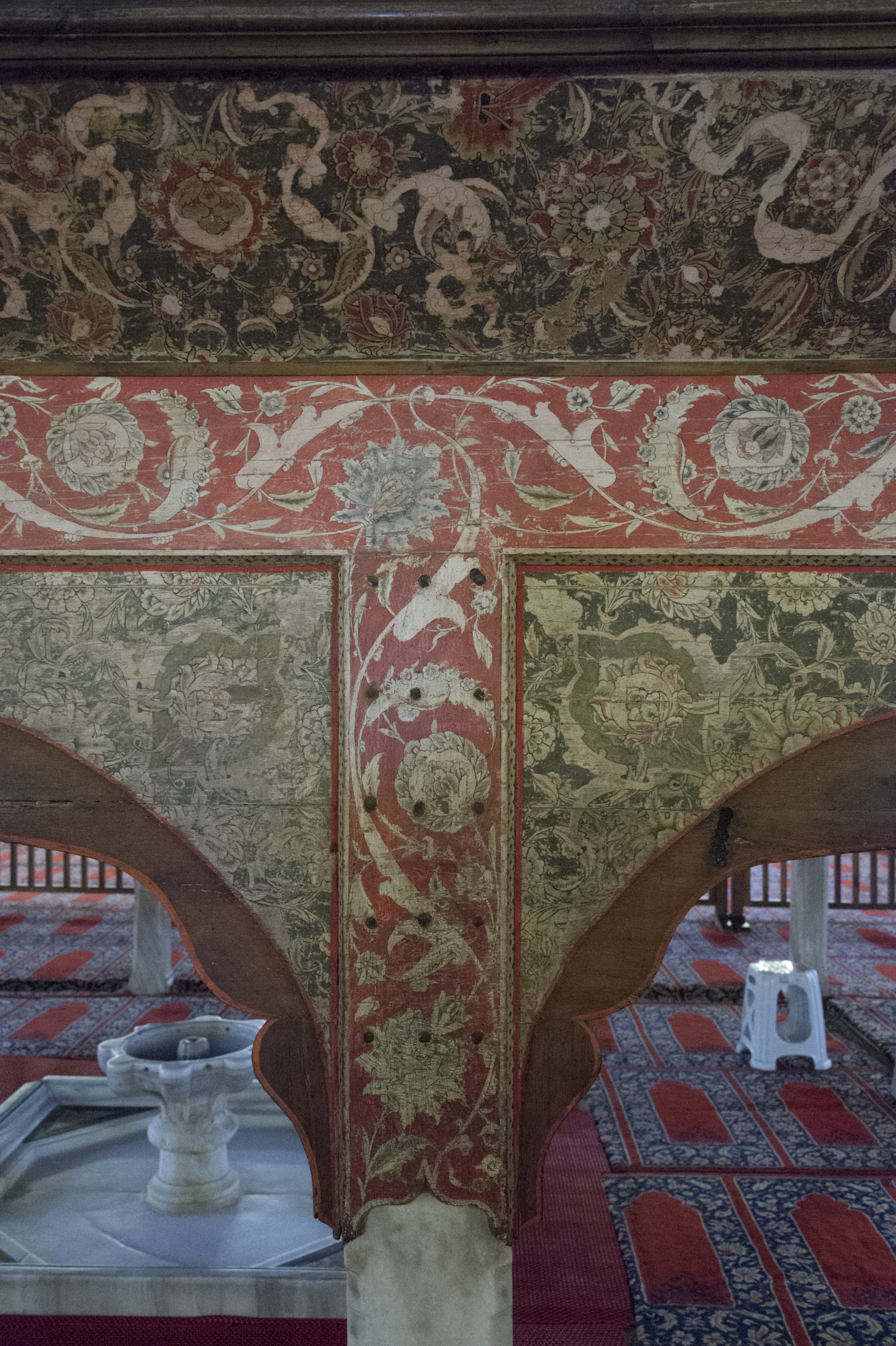
Décoration peinte sur la tribune du muezzin.

La décoration de l'intérieur de la mosquée comprend de marbres, des décorations peintes et des ajouts de carrelages d'Iznik. La plupart des décorations peintes, dont des motifs d'arabesques, végétaux ou floraux et des inscriptions calligraphiques, datent pour la plupart d'une restauration du XIXe siècle sous le sultan Abdülmecid Ier et de restaurations ultérieures,. La décoration peinte d'origine était probablement similaire à la décoration d'autres mosquées de la période classique. Elle comprenait une calligraphie de Hasan Karahisari (apprenti d'Ahmed Karahisari) qui a été saluée par les écrivains ottomans qui l'ont vue. Certains des décors peints les mieux conservés de la période classique (XVIe-XVIIe siècles), découverts lors d'une restauration dans les années 1980, se trouvent sur les surfaces en bois du müezzin mahfili,. Les fenêtres étaient probablement décorées à l'origine avec du verre vénitien coloré,.

### Minarets

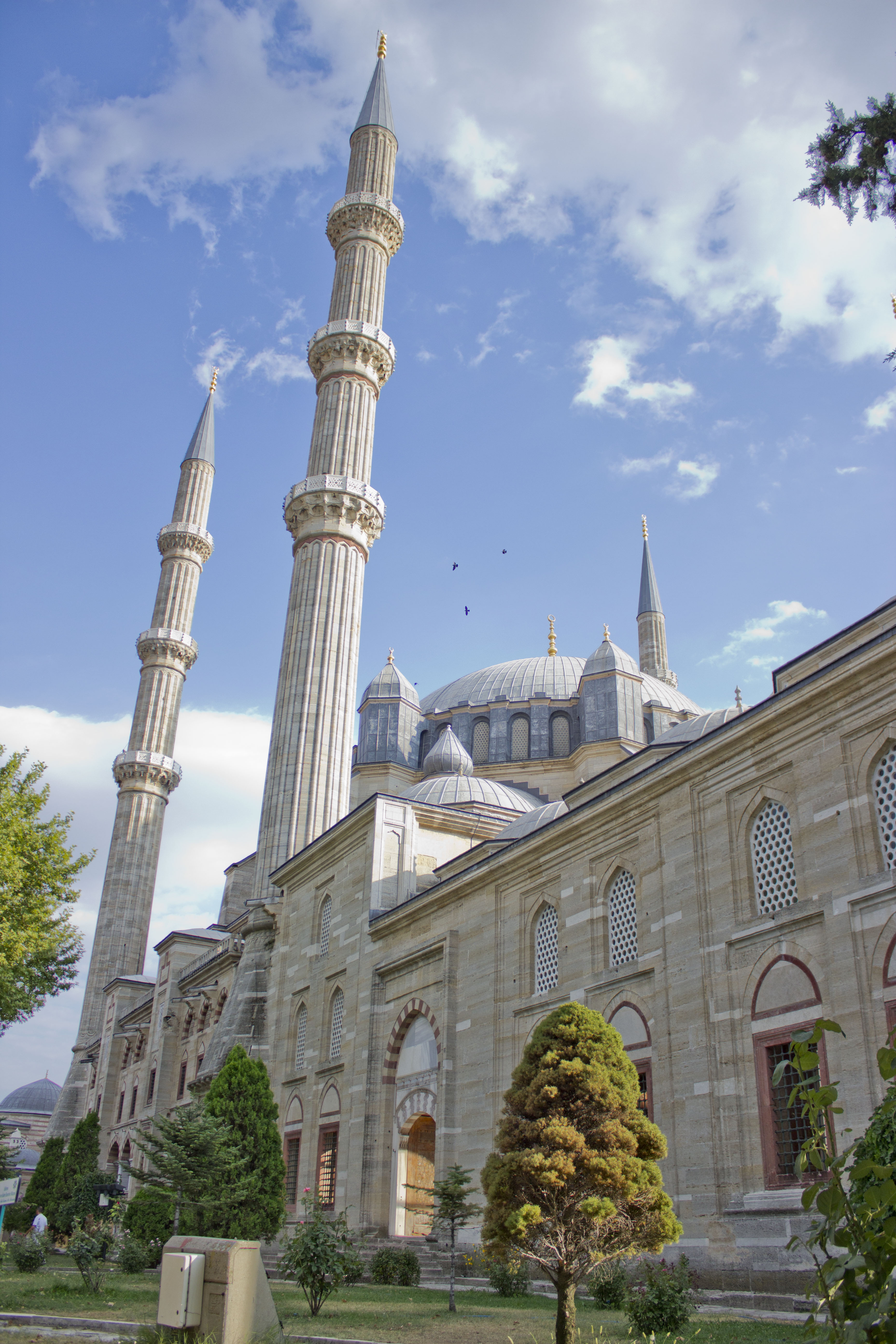
Les minarets.

L'extérieur de la mosquée est marqué par quatre minarets qui comptent parmi les minarets ottomans les plus hauts jamais construits, mesurant 70 m de haut. Afin d'accentuer et d'attirer l'attention sur la structure centralisée de la mosquée, le placement traditionnel de minarets de différentes tailles a été abandonné dans la conception. Au lieu de cela, quatre minarets identiques ont été plantés à chaque coin du parvis de marbre pour encadrer le dôme central. Chacun des quatre minarets possède trois balcons, et ce qui est fascinant, c'est qu'à l'intérieur de chaque minaret, il y a trois escaliers distincts qui ne se croisent pas. Cette conception ingénieuse permet à trois personnes de monter simultanément sans jamais se rencontrer. Les quatre minarets symétriques et cannelés verticalement amplifient la poussée ascendante, tirant vers le ciel comme des fusées depuis chaque coin de la mosquée, selon les mots de Gülru Necipoğlu.

### Autres bâtiments du complexe

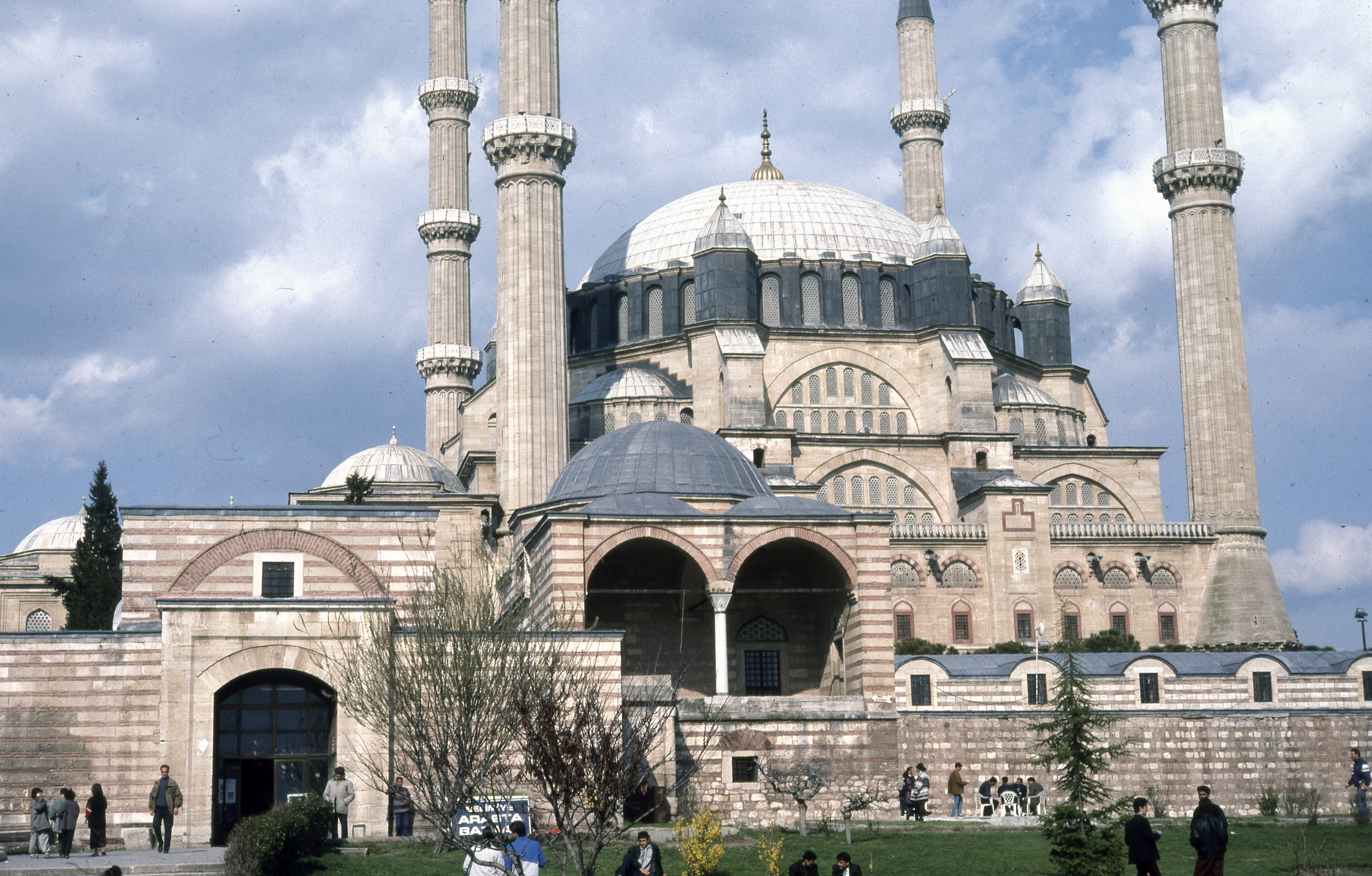
Vue de l’arasta (marché) et de l'école primaire du côté sud du complexe, avec la mosquée derrière.

La mosquée se dresse au centre d'un külliye (complexe religieux et caritatif) à l'intérieur d'un mur d'enceinte extérieur, occupant un site surélevé mesurant environ 130 × 190 m. Le complexe comprend deux madrasas : la Dar'ül Kurra Medrese (une école de récitation coranique ) et une Dar-ül Hadis Medrese (une école de hadiths),. La Dar'ül Kurra Medrese occupe le coin sud-est du complexe et la Dar-ül Hadis Medrese occupe le coin nord-est, toutes deux disposées dans une configuration symétrique autour de l'axe principal du complexe,. Les deux structures se composent d'une cour carrée intérieure entourée de portiques sur quatre côtés, de rangées de petites salles en forme de dôme sur deux côtés et d'un plus grand dershane (salle de classe) sur un côté. Les deux ont été achevés par Sinan alors qu'il était encore à Edirne pour superviser la construction de la mosquée.

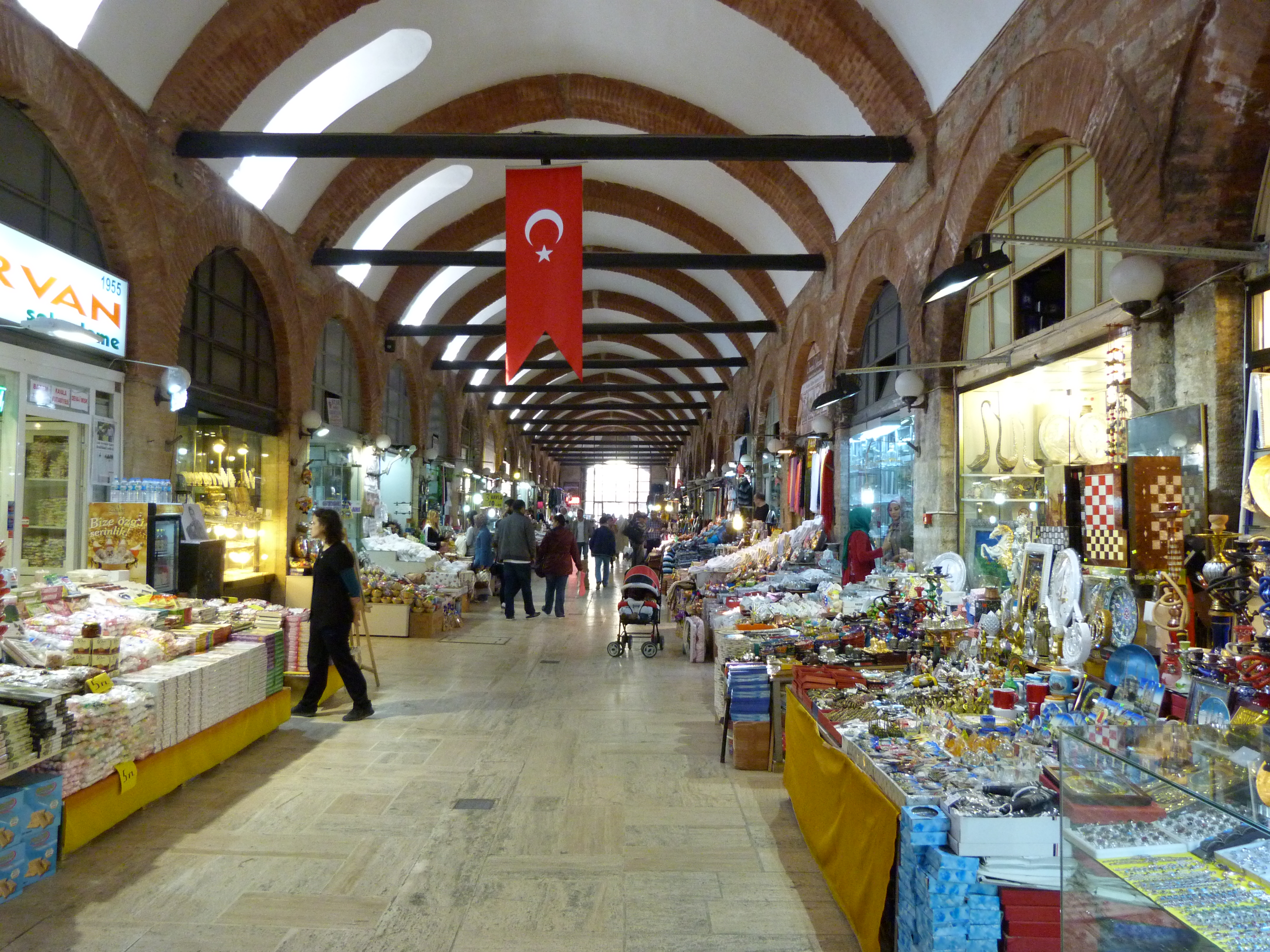
À l'intérieur de l’arasta (marché).

La Dar'ül Kurra Medrese abrite aujourd'hui le musée de la Fondation Selimiye (Selimiye Vakıf Müzesi), ouvert en 2006 et expose des œuvres d'art et des objets provenant de fondations religieuses (vakif) dans et autour d'Edirne,. La medrese Dar-ül Hadis abrite le musée des Arts turcs et islamiques d'Edirne (Türk İslam Eserleri Müzesi), qui expose des objets d'art islamique de la région d'Edirne, ainsi que des objets provenant des collections du palais de Topkapı et du Musée ethnographique d'Ankara. Il a été inauguré en 1925 et rouvert en 2012 après une longue restauration.
Le complexe comprend également un mektebi sibyen (école primaire) et un arasta (rue couverte du marché), situés le long du périmètre sud du complexe. Ceux-ci ont été ajoutés plus tard et peut-être achevés par Davud Agha, successeur de Sinan en tant qu'architecte en chef de la cour,. Le mektebi sibyen se compose d'une salle en forme de dôme, bordée par un portique ouvert sur son côté sud-ouest.

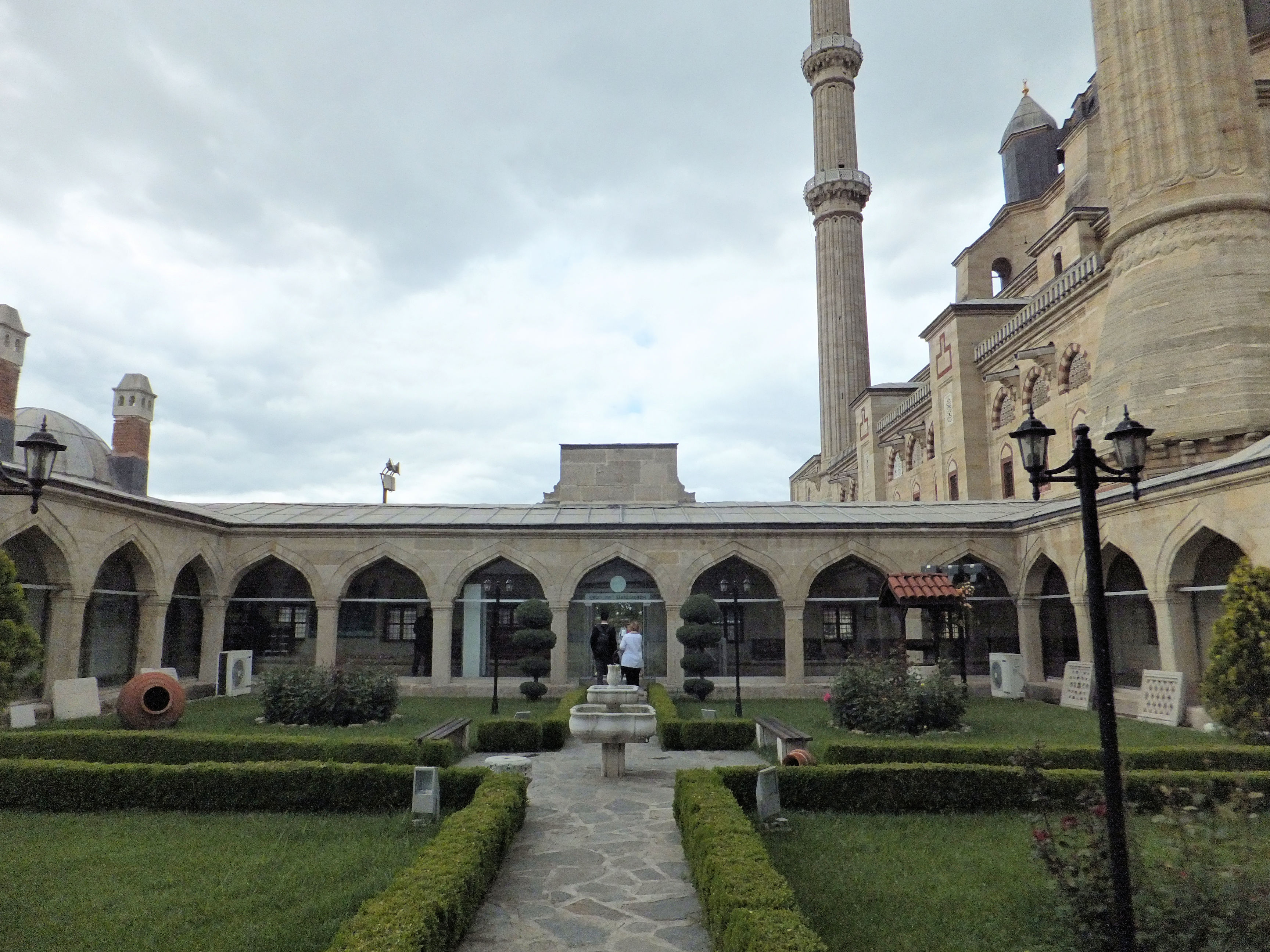
Cour de la medrese Dar'ül Kurra.
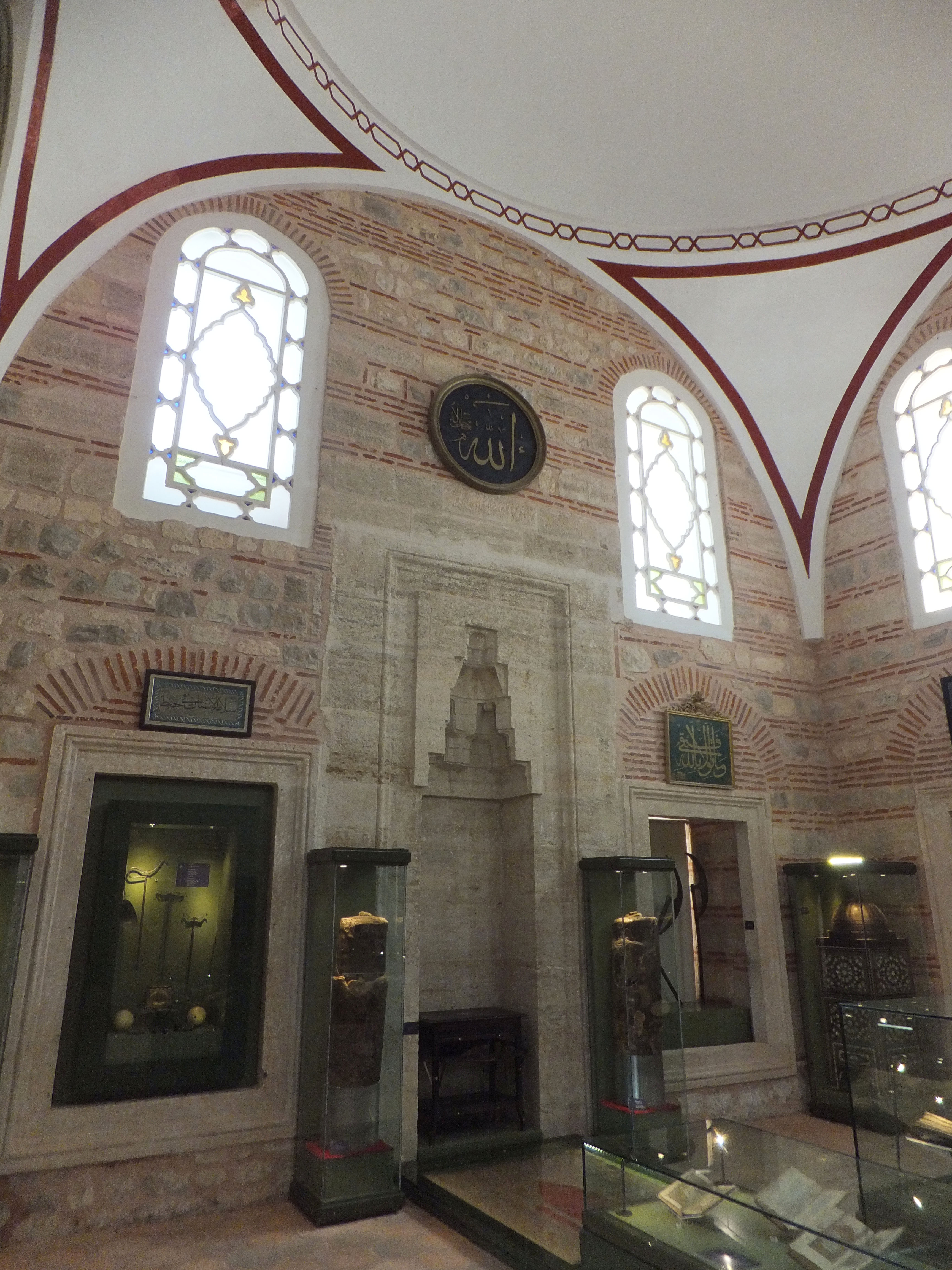
Le dershane (salle de classe) de la medrese Dar-ül Hadis.
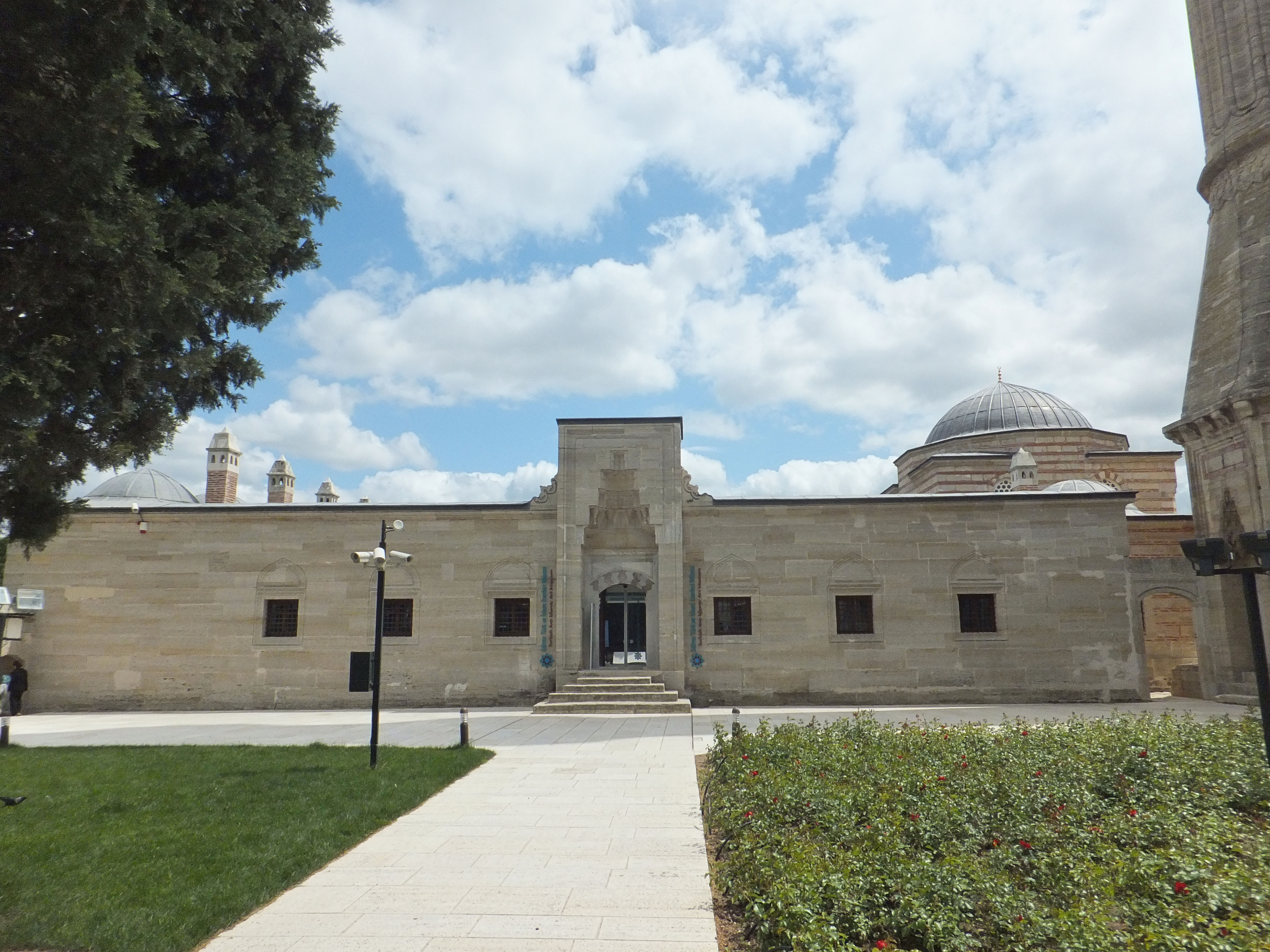
La medrese Dar-ül Hadis (aujourd'hui le Musée des Arts Turcs et Islamiques d'Edirne).

### Influence sur les mosquées ultérieures
La conception de la mosquée Selimiye a influencé l'architecture de certaines mosquées ultérieures. La forme de la mosquée Laleli à Istanbul, construite au XVIIIe siècle dans un style baroque ottoman, est basée sur celle de la mosquée Selimiye,. La mosquée moderne Sabancı Merkez à Adana, achevée en 1998, a été calquée en partie sur la mosquée Selimiye,. La mosquée Nizamiye en Afrique du Sud est calquée sur la mosquée Selimiye. Bien qu'elle mesure 80 % de la taille de la Selimiye, la mosquée Nizamiye est la plus grande de l'hémisphère sud.